# Évariste Galois
Pour les articles homonymes, voir Évariste Galois (film) et Galois (homonymie).
Compléments
Républicain engagé
Évariste Galois, né le 25 octobre 1811 à Bourg-la-Reine et mort le 31 mai 1832 à Paris, est un mathématicien français.
Il a entre autres laissé son nom à la théorie de Galois, qui étudie la résolubilité des équations algébriques à partir des groupes de permutations de leurs racines et qui est considérée comme un ingrédient important dans le point de vue structural des mathématiques modernes. Il a aussi contribué à l'élaboration des « corps de Galois », autre nom des corps finis, qui jouent par exemple un rôle essentiel en cryptographie.
Son militantisme républicain lui vaut d'être emprisonné plusieurs mois, juste avant qu'un duel ne lui coûte la vie. Ses démêlés avec les autorités, tant scientifiques que politiques, les zones d'ombre entourant sa mort prématurée, contrastant avec l'importance désormais reconnue de ses travaux, ont contribué à en faire l'incarnation même du génie malheureux.

## Biographie

### Origines familiales et enfance

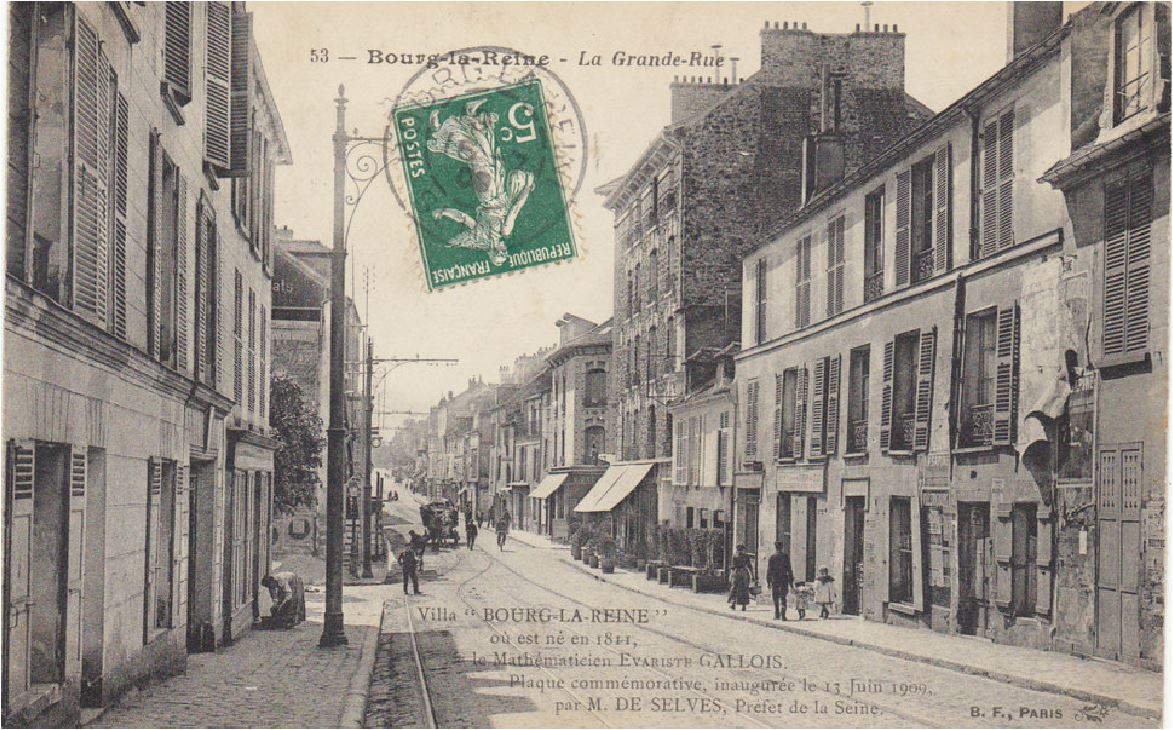
La Grande-Rue de Bourg-la-Reine, où se trouvait la maison natale d'Évariste Galois, au début du XXe siècle, devenue aujourd'hui l'avenue du Général-Leclerc.

Évariste Galois naît le 25 octobre 1811, à Bourg-la-Reine,, le second d'une famille qui comprendra trois enfants,. Sa famille appartient à la bourgeoisie modeste et lettrée. Son père, Nicolas-Gabriel Galois (1775-1829), dirige un pensionnat pour jeunes gens rattaché à l'Université impériale. Il a hérité l'institution de son propre père qui l'a créée avant la Révolution mais que cette dernière a favorisée. Le frère aîné de Nicolas-Gabriel, Théodore-Michel Galois, est officier dans les armées napoléoniennes. Nicolas-Gabriel Galois devient maire de Bourg-la-Reine lors des Cent-Jours, puis il est maintenu dans son poste lors de la seconde Restauration (et le restera jusqu'à son suicide en 1829). Tout ceci le classerait plutôt parmi les bonapartistes modérés. Sa mère, Adélaïde-Marie Demante (1788-1872), fille d'un président du tribunal de Louviers, sœur d'Antoine Marie Demante, est issue d'une famille de juristes, qui est probablement plutôt légitimiste. Elle a reçu de son père une solide éducation classique et religieuse.
C'est elle qui s'occupe de l'éducation d'Évariste jusqu'à ses 12 ans. Certainement, en plus d'une éducation religieuse, lui enseigne-t-elle le français, le latin et le grec, selon un usage courant de l'époque.

### Collège Louis-le-Grand

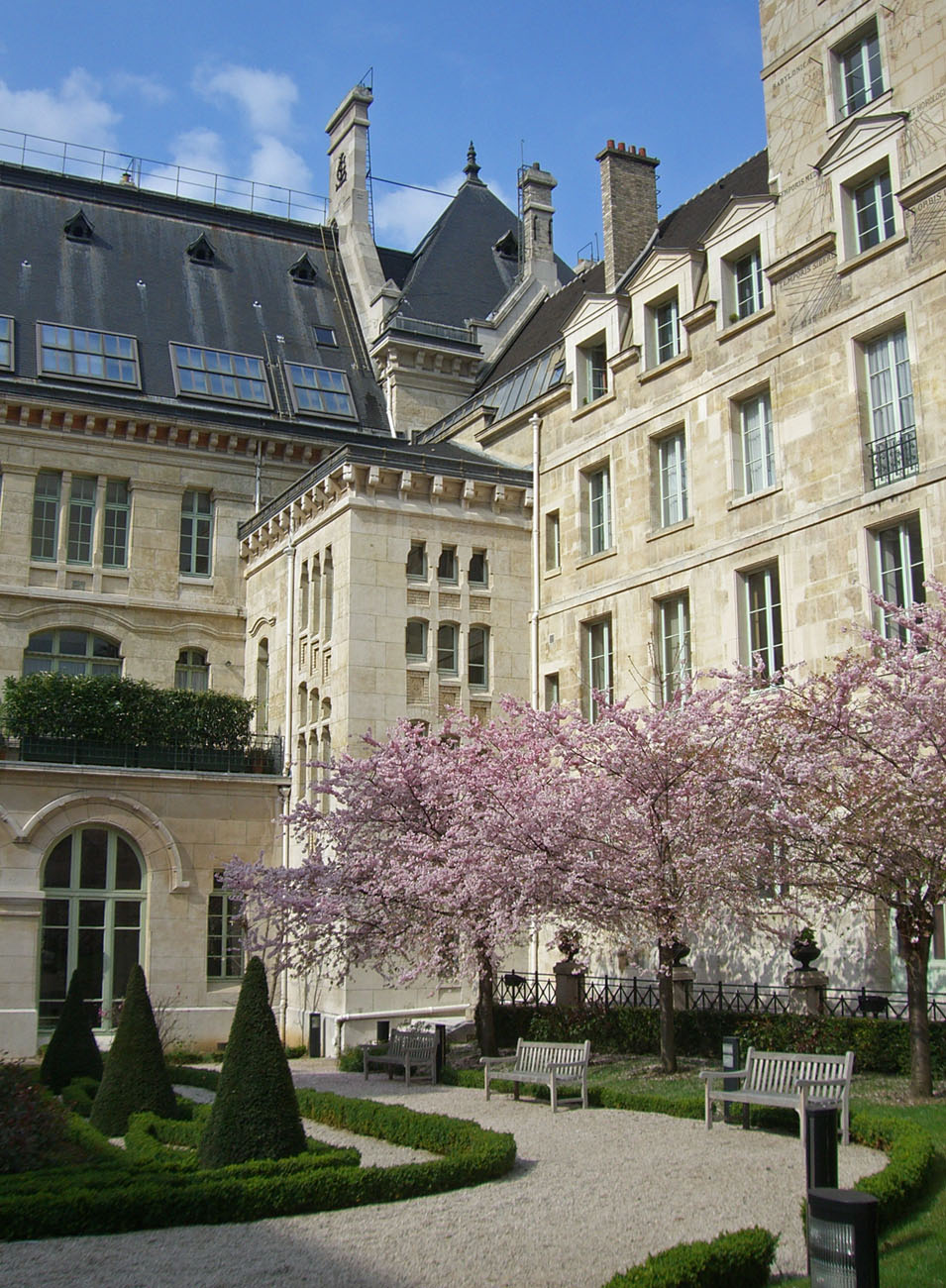
Cour d'honneur du lycée Louis-le-Grand à Paris en 2007.

#### Débuts (1824-1826)
Évariste est scolarisé en quatrième comme interne au Collège royal Louis-le-Grand l'année scolaire 1823-1824,. La discipline y est sévère. La scolarité est alors centrée sur les humanités classiques, au premier chef le latin. En quatrième et troisième il s'avère excellent élève, obtient des prix et des  accessits au collège en latin et en grec et un accessit de version grecque au concours général,.
Mais ses résultats se dégradent en seconde (1825-1826). Le proviseur, qui ne l'estime pas assez mûr, propose un redoublement, manifestement refusé un premier temps par la famille puisque Évariste fait la rentrée 1826 en classe de rhétorique, (correspondant chronologiquement à notre classe de première). Il est cependant rétrogradé en seconde à la fin du premier trimestre.

#### Rencontre avec les mathématiques (1827-1828)
Les enseignements ne sont cependant pas tout à fait les mêmes que ceux de l'année précédente : une réforme de la scolarité dans les collèges royaux, mise en place à la rentrée 1826, a introduit  en classe de seconde un enseignement de mathématiques (arithmétique et géométrie plane) en plus des disciplines classiques,.
Dès lors Galois se prend de passion pour cette nouvelle matière. Ainsi il dévore les Éléments de géométrie de Legendre. En fin d'année il obtient un deuxième accessit dans sa classe de mathématiques et le premier prix au concours général.
Hors les mathématiques, son travail devient irrégulier et son comportement se dégrade, comme en témoignent ses bulletins scolaires,, bulletins qui relèvent aussi l'évolution de son caractère vers la « bizarrerie »  et une « originalité » jugée « souvent affectée ». Tout ceci ne l'empêche pas d'obtenir à nouveau prix et accessits dans les matières traditionnelles, auxquels s'ajoute un accessit au concours général de version grecque.
Évariste poursuit l'année scolaire 1827-1828 en classe de rhétorique, peut-être sous la pression de ses parents qui ne se résolvent pas à le voir abandonner la voie des humanités pour une carrière scientifique,. Selon le maître d'études, « C'est la fureur des mathématiques qui le domine ; aussi je pense qu'il vaudrait mieux pour lui que ses parents consentent à ce qu'il ne s'occupe que de cette étude ». Dans leurs appréciations ses maîtres se lamentent au sujet tant de son travail que de sa conduite et de son caractère, dominé par « un grand amour propre »,. En seconde année de mathématiques préparatoires, où il conserve selon l'usage le même professeur, celui-ci souligne son zèle, ses progrès et ses dispositions, même s'il regrette un manque de méthode,. Il n'obtient que le 7e accessit en mathématiques.
En fin d'année scolaire il se présente pour la première fois au concours d'entrée à l'École polytechnique, alors qu'il a tout juste l'âge minimal requis, et échoue. Il n'a pas le niveau d'études nécessaire mais il a pu le compléter par la lecture de la Géométrie de Legendre et des œuvres de Lagrange, le Traité de la résolution des équations numériques, la Théorie des fonctions analytiques et les Leçons sur la théorie des fonctions, qu'il aurait lu à cette époque selon la biographie du Magasin pittoresque. Il n'a cependant pas reçu d'enseignement adapté à cet examen seulement oral qui demande de connaître les questions de cours à traiter, les méthodes attendues pour la résolution des exercices, et même parfois les préférences des examinateurs à ce sujet.
C'est aussi dès cette époque qu'il s'intéresse à la résolution par radicaux d'une équation algébrique, le fait de déterminer les solutions de celle-ci en n'utilisant que les quatre opérations usuelles et la racine carrée : selon la nécrologie d'Auguste Chevalier, à 16 ans Galois croit trouver une méthode générale pour le degré 5 (des méthodes générales sont connues jusqu'au degré 4 depuis le XVIe siècle) avant de se rendre compte de son erreur,.

#### Mathématiques spéciales (1828-1829)
Galois abandonne l'étude des humanités à la rentrée 1828, et passe directement en classe de mathématiques spéciales, sautant la classe de mathématiques élémentaires,. Il continue de s'intéresser exclusivement aux mathématiques, négligeant maintenant ses cours de physique et de chimie, comme le montrent ses bulletins,.
Le cours de mathématiques, dont le programme est celui du concours de Polytechnique auquel prépare la classe,, est assuré par Louis Richard, qui apprécie hautement Galois, « cet élève a une supériorité marquée sur tous ses condisciples » écrit-il dans le relevé du premier trimestre, au point de conserver douze copies de son élève,. Ces copies soignées montrent un Galois qui sait se conformer à la pratique des exercices scolaires. Cependant ses solutions reposent souvent sur des arguments purement géométriques, en évitant le recours à la géométrie analytique que l'on trouve dans les manuels de l'époque. Alors que le style mathématique de Galois est en train de se forger, ceci annonce cette « tendance de [son] esprit à éviter les calculs »  qu'il mettra plus tard en avant,, et pour laquelle 
l'influence de Richard, élève de Michel Chasles et adepte de sa géométrie aurait donc pu jouer. En fin d'année Évariste est classé cinquième au concours général de mathématiques 1829.
Il se consacre aussi à ses recherches propres, publiant son premier article en avril 1829, dans les Annales de Gergonne. En mai 1829, il soumet deux mémoires, ou les deux parties d'un même mémoire, intitulés Recherches algébriques et Recherches sur les équations algébriques de degré premier, à Cauchy, qui les présente devant l'Académie des sciences dont il est membre, le 25 mai et le 1er juin. Cette procédure, plus rare et plus valorisante qu'un simple dépôt au secrétariat de l'Académie, montre l'intérêt de Cauchy pour les travaux du jeune Galois, ce d'autant que l'académicien est peu coutumier du fait, intérêt peut-être lié à ses propres travaux de 1815 sur les permutations. Il est vraisemblable qu'Évariste ait été à ce moment en contact avec Cauchy. Il n'y eut cependant pas de rapport à l'Académie, et les mémoires ont été perdus.
Un drame le touche en fin d'année scolaire. Son père, qui est toujours maire de Bourg-la-Reine, apprécié de ses concitoyens, et de tendance libérale, est victime d'une campagne de calomnie menée par un nouveau curé de la paroisse aidé d'un des adjoints municipaux. Il finit par se suicider le 2 juillet 1829 dans son appartement parisien de la rue Jean-de-Beauvais (derrière le collège royal Louis-le-Grand). L'enterrement, auquel assiste Évariste, a lieu dans une atmosphère d'émeute où le curé est blessé au front. Tout cela l'impressionne profondément et durablement,.
Peu de temps après Galois se présente de nouveau au concours d'entrée à l'École polytechnique où il échoue une seconde fois, dans des circonstances devenues légendaires. Cet échec affecte profondément Galois et participe à son sentiment de révolte contre l'ordre établi.
Cependant Galois, occupé par ses recherches personnelles, ne s'est pas vraiment préparé à cette épreuve orale. L'appréciation de Richard au second trimestre, « cet élève ne travaille qu'aux parties supérieures des mathématiques », n'est pas forcément un compliment de la part d'un enseignant qui prépare au concours d'entrée d'une école d'ingénieurs,. De plus, contrairement à la majorité des candidats, il ne s'est pas inscrit dans une préparation privée parallèle, qui entraîne à l'épreuve orale, chose impossible en mathématiques spéciales vu l'effectif.
En revanche Galois réussit le concours d'entrée à l'École préparatoire en sciences où il s'est présenté le 20 août. Il s'agit, contrairement à Polytechnique, d'épreuves écrites multidisciplinaires suivies d'oraux de vérification, mais où les mathématiques jouent un rôle très prépondérant.

### École préparatoire (1829-1830)

#### L'établissement
L'École préparatoire vient d'être créée en 1826, dans le même esprit que l'École normale napoléonienne fermée en 1822. Comme cette dernière, elle est destinée à former les professeurs de l'enseignement secondaire. Elle prépare à l'agrégation, en l'occurrence une agrégation de sciences. L'École préparatoire est rebaptisée École normale après la Révolution de juillet 1830 et la durée des études qui est de 2 ans, passe à 3 ans.
L'établissement est installé dans le collège du Plessis, annexe de Louis-le-Grand, dont elle a le proviseur pour directeur. Elle a son propre directeur des études, Joseph-Daniel Guigniaut.

#### Admission
Galois est classé second parmi les six admis dans la section « Sciences » de l'École préparatoire le 25 octobre 1829, grâce à son examen de mathématiques et malgré un mauvais résultat à l'oral de physique. Il doit cependant obtenir les baccalauréats ès lettres et ès sciences dans l'année universitaire suivante pour que cette admission soit définitive, examens qu'il obtient de justesse le 14 décembre. Il peut signer le 20 février 1830 l'engagement décennal qui le lie à l'Université.

#### Scolarité
Au sein de l'école, Évariste se signale par son dédain pour ses professeurs et son peu de régularité aux cours. En fin d'année scolaire, en juillet et août, soit en pleins troubles révolutionnaires, il valide cependant sans difficultés ses examens de première année de licence.
Il se lie d'amitié avec Auguste Chevalier, étudiant en  deuxième et dernière année à l'École préparatoire, et saint-simonien comme son frère aîné de Michel Chevalier. Cette amitié perdurera jusqu'à la mort d'Évariste bien que celui-ci soit davantage attiré par l'action révolutionnaire.

#### Échec pour le Prix de l'Académie des sciences (1830)

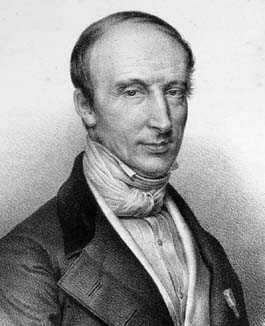
Augustin Cauchy. Lithographie de Grégoire et Deneux (vers 1840).

Dès juillet 1829, Galois, ayant pris connaissance des travaux d'Abel, découvre que celui-ci est arrivé à des conclusions similaires à celles mentionnées par certains points de son premier mémoire. Probablement sur les conseils de Cauchy, il dépose à l'Académie, en février 1830, un Mémoire sur les conditions de résolubilité des équations par radicaux en vue de concourir au grand prix de mathématiques de juin 1830. Une « Analyse d'un mémoire sur la résolution algébrique des équations », petite note destinée à présenter ce mémoire, est publiée en avril 1830, dans le Bulletin général et universel des annonces et des nouvelles scientifiques du baron de Férussac.
En juin 1830, paraissent, toujours dans le Bulletin de Férussac, deux autres travaux de Galois, une « Note sur la résolution des équations numériques » et un travail plus important sur les équations modulaires, « Sur la théorie des nombres ».
Le 28 juin 1830, le Grand prix de mathématiques de l'Institut de France est attribué à Niels Abel, à titre posthume, et à Charles Jacobi, deux mathématiciens pour lesquels Évariste Galois avait la plus grande admiration. S’étonnant que son travail ne soit pas cité, Galois apprend que celui-ci n’a pas été retrouvé dans les papiers de Fourier, qui était chargé de l'examiner, après la mort de ce dernier le 16 mai.
C'est pour Galois une grande déception. La perte de son mémoire l'exaspère et renforce son sentiment d'être persécuté par les autorités scientifiques de l'époque.

#### Révolution de Juillet

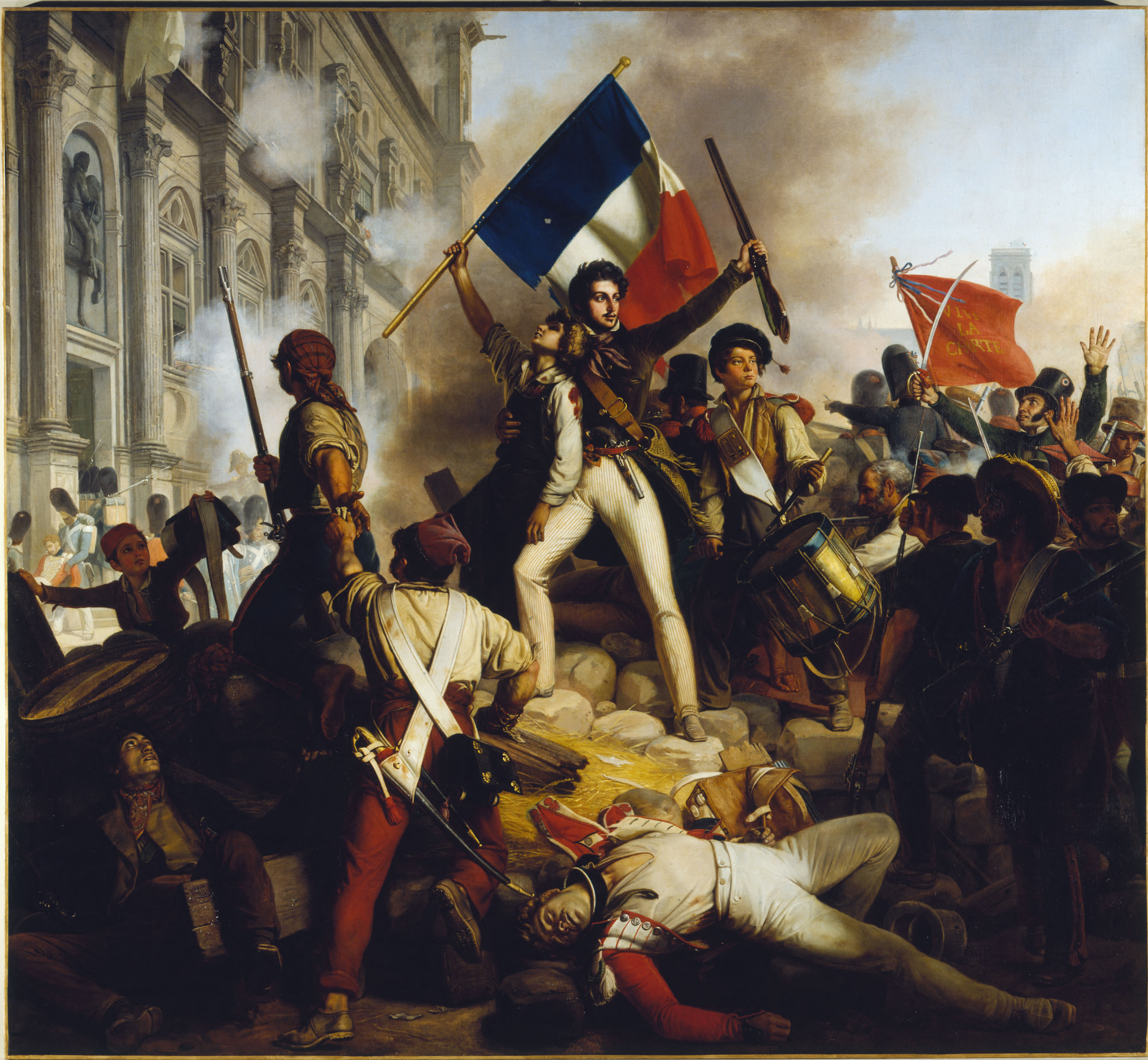
Jean-Victor Schnetz, Combat devant l’hôtel de ville, le 28 juillet 1830 (1833), huile sur toile.

Le 27 juillet 1830 débutent les Trois Glorieuses qui voient s'effondrer le régime de Charles X. Les polytechniciens s'y illustrent. Les étudiants y prennent une bonne part. Un ancien normalien est tué devant les Tuileries. Mais les élèves de École préparatoire sont tenus consignés par leur directeur des études, Joseph-Daniel Guigniaut, qui, le 28 juillet, après avoir menacé ceux d'entre eux qui voulaient sortir, dont Galois, de faire appel à la force armée, puis leur avoir laissé entendre qu'ils seraient libres de partir le lendemain, fait verrouiller les issues du collège du Plessis. Galois en éprouve une rancune tenace envers Guigniaut, ce d'autant que le 30 juillet, une fois le danger passé, Guigniaut déclare par voie de presse remettre ses élèves à la disposition du nouveau régime.
À la suite de ces événements l'École préparatoire redevient l'École normale le 6 août et Guigniaut en est nommé directeur.
Pendant les vacances d'été qui suivent, Galois affiche  auprès de sa famille ses convictions républicaines. Dupuy pense que dès cette époque il commence à fréquenter la Société des amis du peuple,, association républicaine née de la révolution de 1830. La Société est dissoute le 2 octobre 1830, ce qui ne la fait pas disparaître pour autant. Galois aurait pu y adhérer à l'automne, même si les attestations de son appartenance sont plus tardives.
À la rentrée, dans un contexte post-révolutionnaire agité, Guigniaut prend en main fermement la direction de l'École normale. L'organisation des études et des examens est revue. Guignaut repousse les demandes de certains élèves, dont Galois, de porter l'uniforme comme les polytechniciens et d'avoir des armes pour s'exercer aux manœuvres militaires. Son comportement vaut à Galois d'être consigné indéfiniment.
Parallèlement, sous la direction de François Arago, les polytechniciens sont en train de décider du règlement de leur école.

#### Renvoi de l'École normale (décembre 1830)

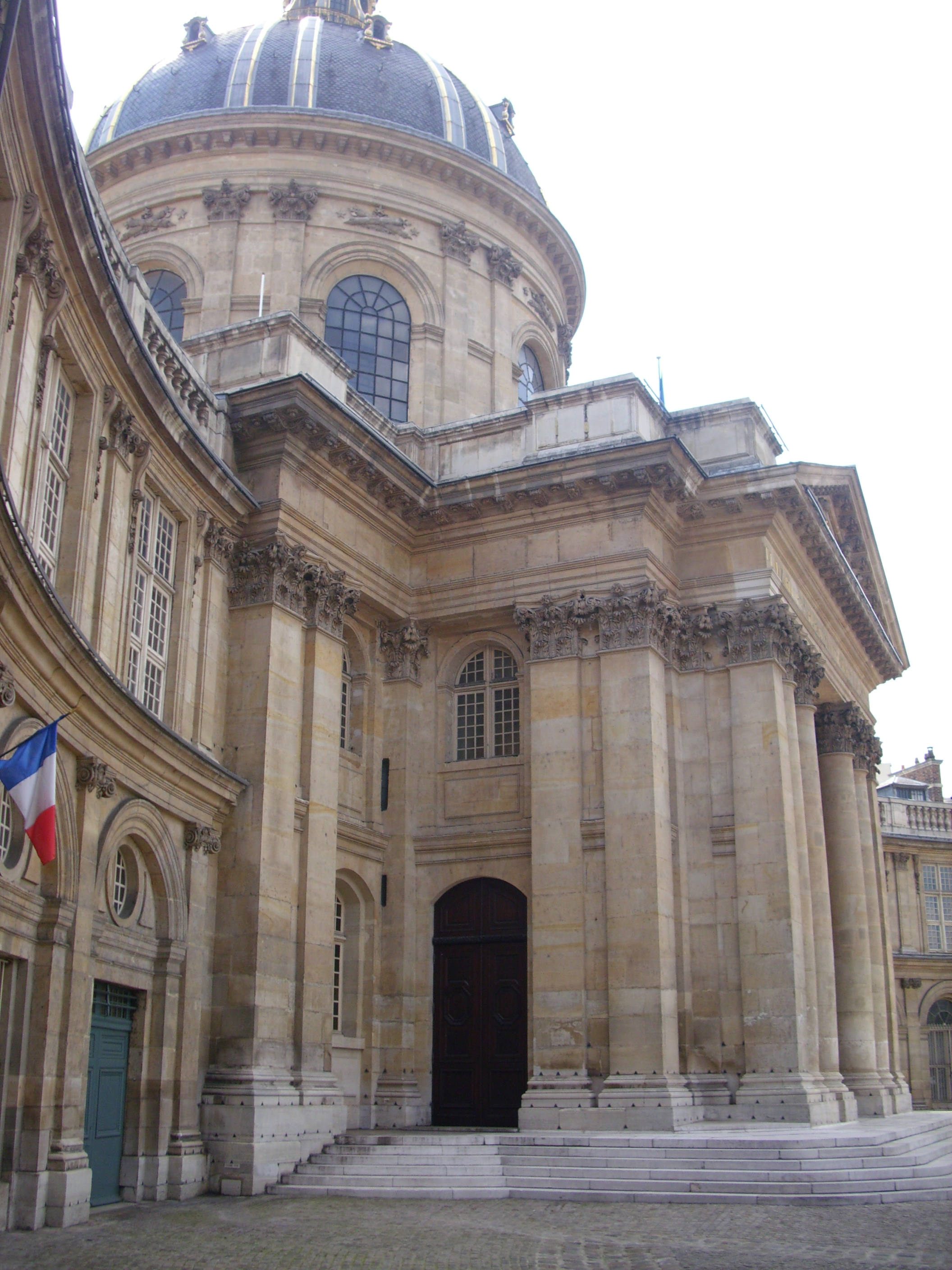
Le collège des Quatre Nations,
siège de l'Institut.

La Gazette des Écoles, créée en 1829, s'oppose vigoureusement à la politique universitaire en cours. Son créateur et directeur Antoine Guillard, agrégé de mathématiques au collège Louis-le-Grand, est engagé, par journaux interposés, dans une vive polémique avec Guigniaut. En réponse à une attaque de ce dernier, Guillard réagit avec virulence, l'accusant de  carriérisme, dans la Gazette du 5 décembre, et fait suivre sa réplique d'une lettre anonyme, dont l'auteur s'avère être Galois,. La lettre de Galois critique l'attitude de Guigniaut pendant les Trois Glorieuses qu'il accuse d'opportunisme, s'en prend au fonctionnement de la nouvelle École normale et attaque vertement la personnalité de son directeur. Celui-ci riposte le 9 décembre 1830 en renvoyant Évariste Galois. Cette expulsion provoque un émoi certain, l'affaire est reprise dans la presse. Le Constitutionnel, quotidien libéral, en appelle au ministre dans son numéro du 12 décembre,. Cependant le renvoi de Galois de l'École normale est entériné le 4 janvier 1831. Le ministère lui fait cependant savoir qu'il ne sera pas inquiété pour la rupture de son engagement décennal.
Après son expulsion Galois n'est pas resté inactif. Il s'enrôle  dans l'artillerie de la Garde nationale de Paris, probablement dès son renvoi, et forcément avant le 31 décembre 1830, date à laquelle ce corps est dissout,.
Il publie le 2 janvier 1831, dans la Gazette des Écoles une lettre, « sur l'enseignement des sciences », où il s'attaque au système des classes préparatoires, à une méthode d'apprentissage fondée selon lui sur le par cœur, aux contenus, des « théories tronquées et chargées de réflexions inutiles », et à ceux qu'il tient pour les premiers responsables de ce désastre, les examinateurs de polytechnique, qui compliqueraient artificiellement leurs questions, tout en exigeant des étudiants les méthodes qu'ils préférent,.
En l'état des sources disponibles, la situation financière de Galois qui en résulte n'est pas si claire que l'ont écrit certains biographes pour qui il finit sa vie dans la pauvreté. Selon une lettre de Sophie Germain datée d'avril 1831, il serait sans fortune et sa mère « forcée de se placer comme dame de compagnie ». Cependant les parents d'Évariste n'étaient en rien désargentés. Sa mère dispose encore de sa dot. Si elle est bien logée chez une veuve, ce n'est pas forcément par nécessité. Il reste possible qu'Évariste lui-même ait des difficultés financières, dues par exemple à des désaccords avec sa famille, mais rien ne permet de l'affirmer.

### Engagement républicain (1831-1832)
L'agitation politique n'a pas cessé à Paris après la révolution de juillet,. Après son renvoi de l'École normale, Galois s'y investit à plein temps, en tant que membre de la frange la plus intransigeante du mouvement républicain. C'est maintenant  essentiellement par le témoignage de ses compagnons politiques qu'est connu le Galois de cette époque, avec des déformations inévitables. Il s'agit aussi de construire un personnage.

#### Premier semestre 1831

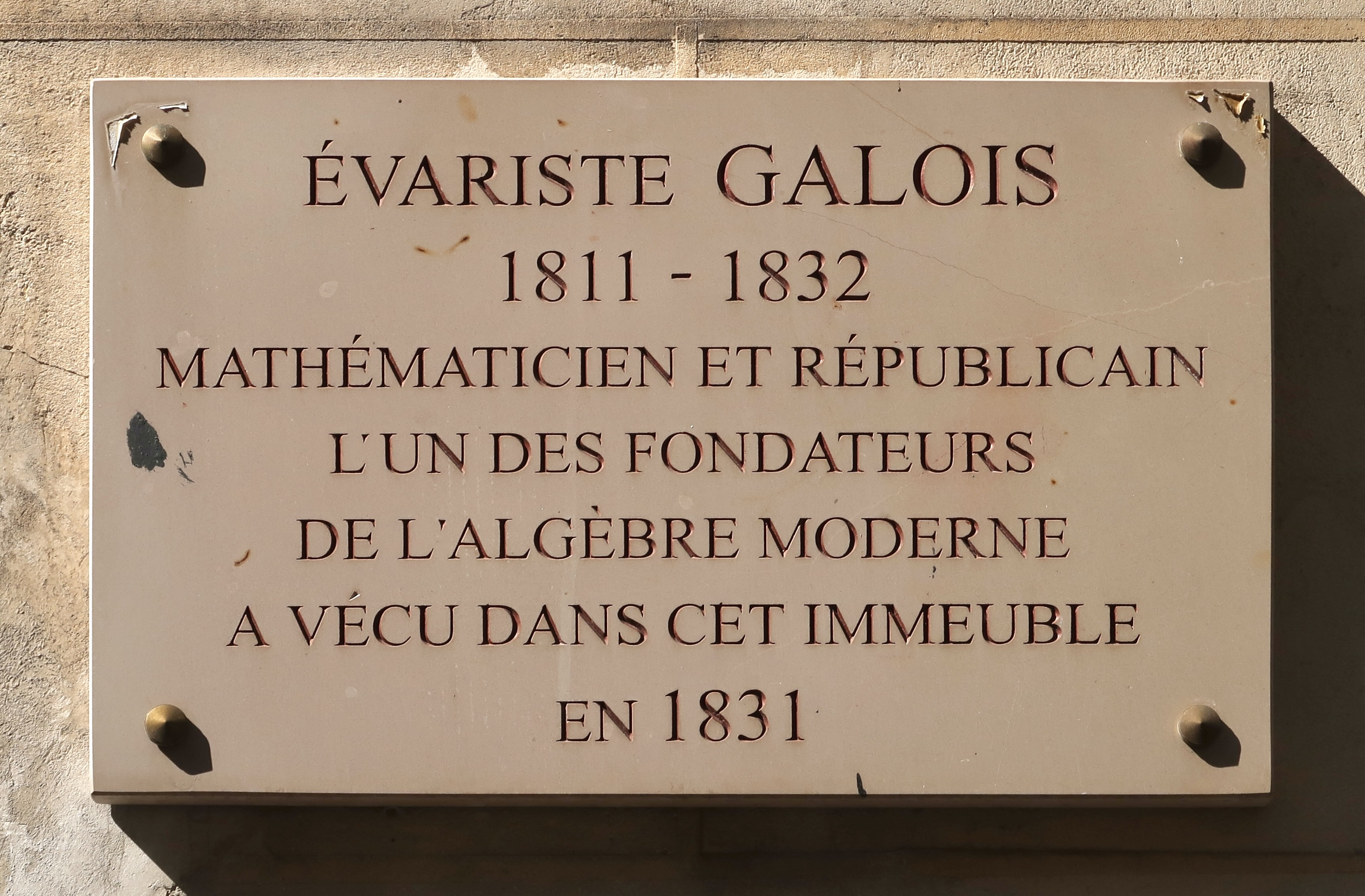
Plaque du 16, rue des Bernardins à Paris, où Galois vécut en 1831.

Lors du premier semestre 1831, Galois, pris par ses activités militantes, ne consacre que peu de temps, semble-t-il, à ses recherches mathématiques,.

##### Activité mathématique
Sur la demande de Siméon Denis Poisson, il rédige une nouvelle version de son mémoire, que celui-ci présente à l'Académie le 17 janvier. Poisson est chargé de l'examiner en compagnie de Sylvestre-François Lacroix.
Soucieux de diffuser ses idées mathématiques, même si ce doit être hors des institutions académiques, Galois n'abandonne pas l'enseignement puisqu'il ouvre le 13 janvier un cours hebdomadaire d'algèbre supérieure  au 5 rue de Sorbonne, à la librairie d'Antoine Caillot, lieu alors consacré à la diffusion des connaissances,. Le programme, annoncé dans la Gazette des Écoles, est très ambitieux, puisqu'il recouvre à peu près l'ensemble de ses recherches. Selon la Gazette des Écoles la première séance réunit une trentaine d'auditeurs, mais on ne sait pas grand chose du contenu réel et de l'audience à terme. Il est probable que le cours n'ait pas duré,.

##### Activité militante
Parallèlement Galois s'est manifestement plongé dans l'action politique dès décembre 1830, après son renvoi de l'école normale,,. Le directeur de la Gazette des écoles continue de soutenir Galois dans son journal, en cherchant à obtenir l'annulation de son renvoi, et le promeut comme un mathématicien doué victime des injustices de la société. Cependant Galois reste un étudiant républicain relativement anonyme jusqu'au banquet des Vendanges de Bourgogne du 9 mai.

#### Banquet du9 mai 1831et premier emprisonnement
Le 9 mai 1831, au rez-de-jardin du restaurant Vendanges de Bourgogne, faubourg du Temple, Évariste Galois participe à un banquet d'environ 200 personnes organisé à l'occasion de l'acquittement de dix-neuf républicains. En effet des émeutes  ont eu lieu  en décembre 1830, à l'occasion du procès des ministres de Charles X, émeutes auxquelles participe probablement Galois. Après celles-ci le gouvernement fait arrêter dix-neuf républicains, dont Ulysse Trélat, Joseph Guinard, Godefroi Cavaignac et Pescheux d'Herbinville accusés de « complot tendant à remplacer le gouvernement royal par la République ». Leur procès, qui se tient en avril 1831, et auquel assiste Galois conduit à leur acquittement. C'est pour fêter celui-ci qu'est organisé par la Société des amis du peuple le banquet du 9 mai. Vers la fin du banquet, plusieurs toasts sont portés. Galois, brandissant un poignard, lève à son tour son verre et s'écrie : « À Louis-Philippe, s'il trahit ! » Cet appel au régicide provoque le départ de quelques participants dont Alexandre Dumas, présent sur les lieux. Militantisme républicain assumé ou chahut d'étudiant ? Dans une lettre écrite à son ami Auguste Chevalier juste après le banquet, Galois attribue aux « fumées du vin » ce geste provocateur,.
Le lendemain, Galois est arrêté chez sa mère pour incitation au régicide et emprisonné en préventive à Sainte-Pélagie. Au procès qui suit, le 15 juin, c'est l'occasion pour Galois d'affirmer publiquement ses convictions de jeune républicain de 1830. Son avocat plaide l'acquittement, arguant que la réunion était d'ordre privé, et l'obtient des jurés malgré un discours provocateur de l'accusé qui n'aide pas sa défense. Galois est libéré.

#### Rapport défavorable de l'Académie
Le 4 juillet 1831, Poisson et Lacroix rendent leur rapport sur le mémoire de Galois,. Celui-ci est probablement rédigé par Poisson qui semble le seul à avoir lu le mémoire. Le rapport est défavorable à la publication. Il déplore, entre autres, le manque de clarté du mémoire,. Ce rapport révolte Galois, et ses auteurs ont parfois été jugés sévèrement après que les travaux de Galois aient été reconnus. Cependant le rapport n'est pas un refus définitif, mais, dans sa conclusion, engage l'auteur à développer sa théorie,,. L'analyse des pratiques de l'Académie des sciences à cette époque confirme que la réponse de Poisson et Lacroix peut être vue comme un encouragement : en 1831 il n'y a aucun rapport pour plus de deux travaux déposés sur trois, le simple fait de publier un rapport défavorable, mais relativement circonstancié, est une marque d'intérêt.

#### Second emprisonnement (14 juillet 1831)

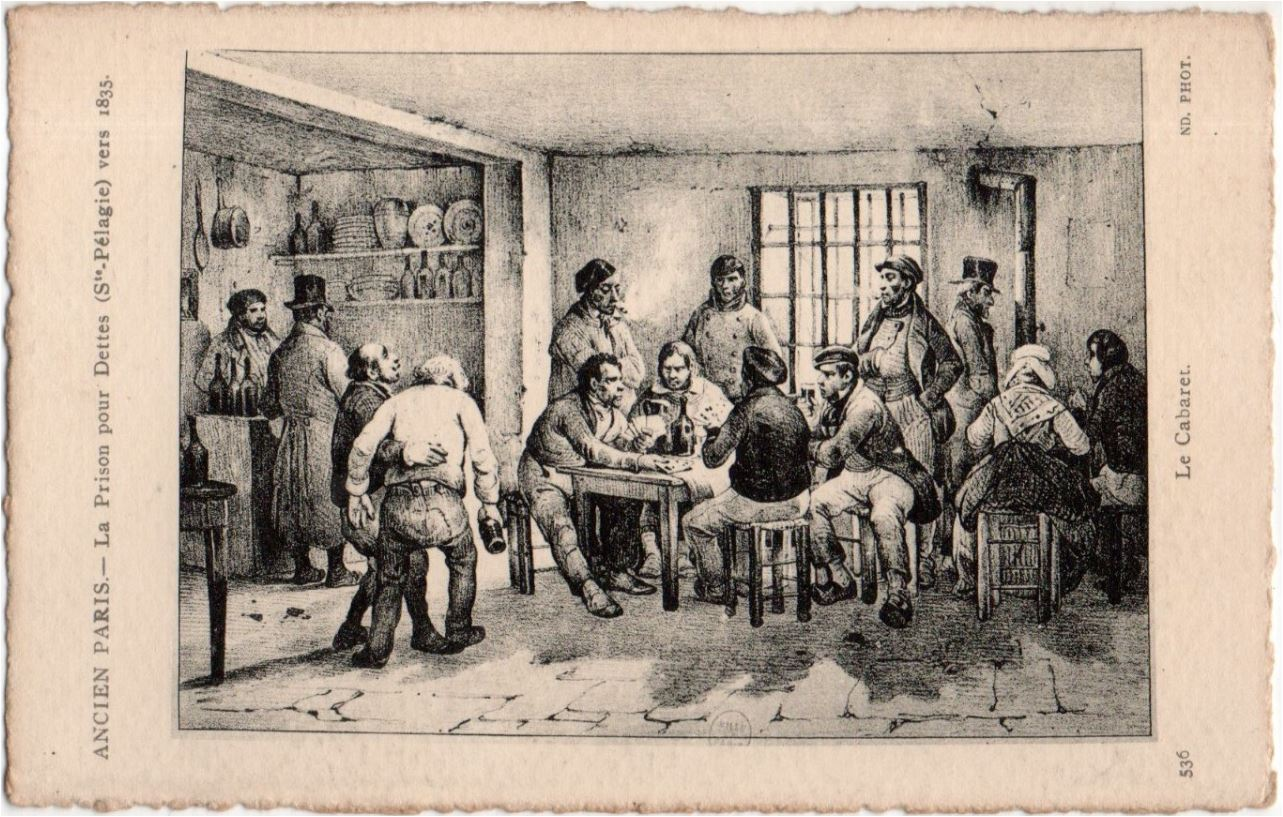
La prison pour dettes (Sainte-Pélagie) vers 1835. Le cabaret.

Le parti républicain organise une manifestation le 14 juillet 1831 qui est interdite la veille par le gouvernement. Galois et un étudiant de ses amis, Ernest Duchâtelet, tous deux armés et en costume d'artilleur de la Garde nationale, s'engagent à la tête d'un parti de manifestants sur le pont Neuf, où ils sont arrêtés puis incarcérés.
Galois est transféré à Sainte-Pélagie. Le procès en  correctionnelle n'a lieu que le 23 octobre, Galois et Duchâtelet sont condamnés pour port illégal de costume militaire à six mois de prison pour Galois et 3 mois pour Duchâtelet. Les condamnations sont confirmées en appel le 3 décembre, et Galois reste à Sainte-Pélagie.
Durant son incarcération, il croise Gérard de Nerval, et côtoie François-Vincent Raspail qui raconte la vie dans le quartier des politiques. Ils y jouissent d'une relative liberté : ils organisent à leur guise des chœurs et des cérémonies au drapeau dans une cour qui leur est réservée, dorment dans des dortoirs qui ne sont pas toujours fermés. Mais Raspail y déplore l'existence d'une cantine dans laquelle l'alcool coule à flots. Galois, par deux fois, pour répondre aux défis de ses camarades, y boira jusqu'à s'en rendre malade.
C'est aussi Raspail qui évoque la mise au cachot de Galois lors d'une confrontation avec l'administration, sanction qui provoque une mutinerie générale des républicains révoltés par ce traitement.
Mais Galois n'abandonne pas son travail mathématique : il met la dernière main à son mémoire qu'il prévoit de distribuer directement aux mathématiciens de son époque, et se lance dans des recherches sur les fonctions elliptiques.
Le 16 mars 1832, le nouveau préfet de police Henri Gisquet, voulant prévenir les ravages de l'épidémie de choléra, transfère en échange de leur parole d'honneur ses prisonniers les plus fragiles, dont Galois, dans une maison de santé privée, la clinique Faultrier, rue de Lourcine. Il n'y a pas unanimité pour sa date de fin de peine : le 29 avril 1832 selon Paul Dupuy, à la fin du mois de mai pour le biographe anonyme du Magasin pittoresque, sa peine aurait dû s'achever le 1er juin 1832 pour Robert Bourgne,.

### Le duel (printemps 1832)

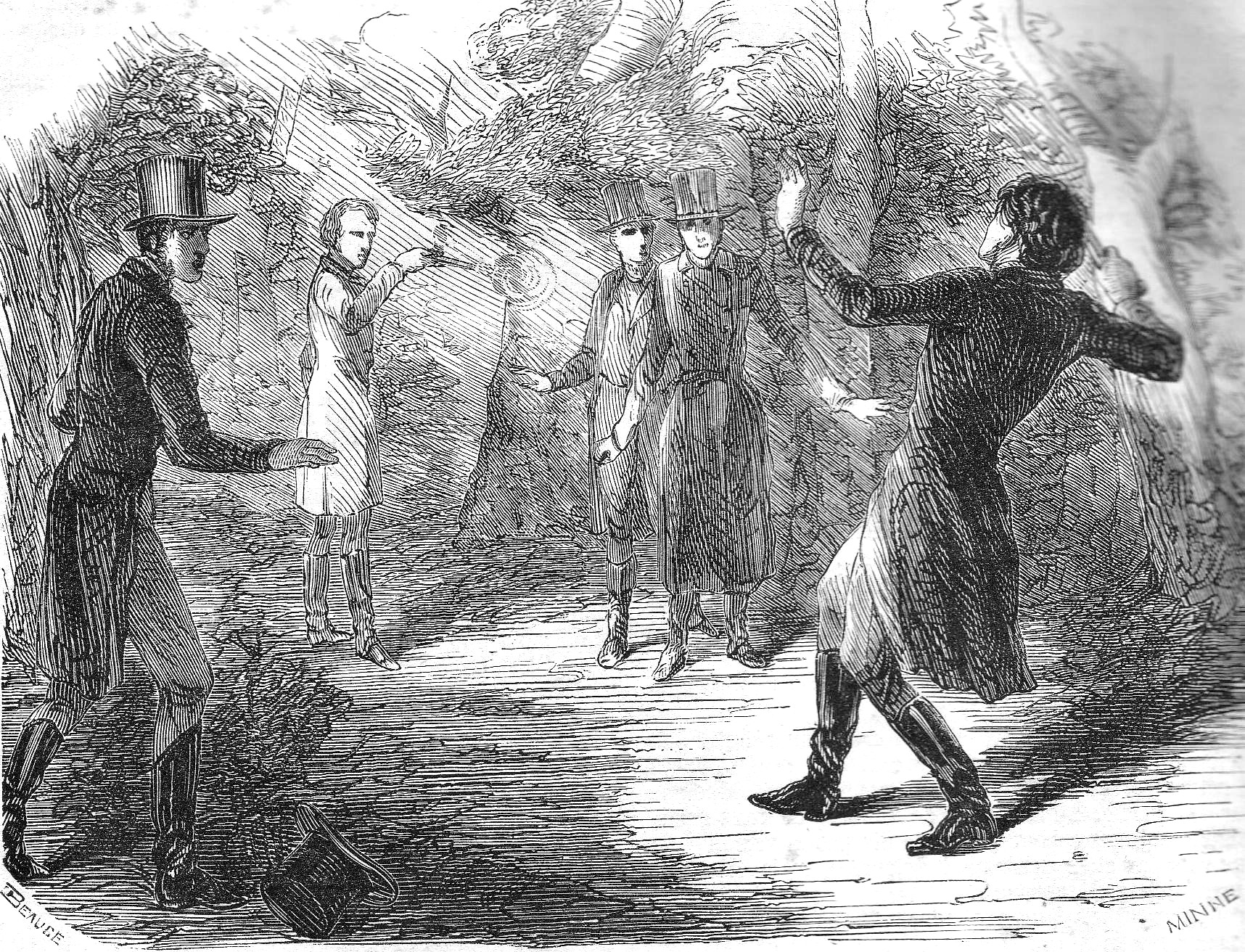
Bauce et Rouget, Duel au pistolet au XIXe siècle (1857).

Sur la mort d'Évariste Galois, les faits avérés sont minces. On sait, d'après les lettres qu'il a écrites la veille de sa mort, qu'il va se battre en duel : « J'ai été provoqué par deux patriotes… il m'a été impossible de refuser ». « Je meurs victime d'une infâme coquette. » Le duel a lieu le 30 mai au matin, près de l'étang de la Glacière. Évariste Galois est atteint d'une balle tirée à 25 pas, qui le touche de profil, à l'abdomen. Conduit à l'hôpital Cochin par un paysan, il meurt d'une péritonite le lendemain, le 31 mai 1832,, dans les bras de son frère Alfred, après avoir refusé le service d'un prêtre.
L'identité de « l'infâme coquette » est restée pendant longtemps inconnue mais la découverte de deux manuscrits de Galois[réf. incomplète], recopiant deux lettres reçues par lui, permet de reconstituer les faits. Durant son séjour à la pension Faultrier, Galois se serait épris d'une Stéphanie D., d'un amour apparemment malheureux. Elle lui aurait demandé de rompre le 14 mai. Selon Alberto Infantozzi, Stéphanie D. serait Stéphanie-Félicie Poterin du Motel, qui habitait dans la même rue que la pension Faultrier, et il fait le rapprochement avec un Poterin Dumotel qui y aurait été médecin interne,.
Sur l'identité de son adversaire, on cite les noms de Pescheux d'Herbinville, ou d'Ernest Duchâtelet. Cette dernière hypothèse s'appuie sur la découverte par André Dalmas du récit du duel dans un journal de Lyon, Le Précurseur, où l'adversaire de Galois est indiqué par les initiales « L. D. » ; mais René Taton signale que les imprécisions de l'article du journal demandent que cette hypothèse soit validée par des études plus poussées, d’autant que l’amitié entre Galois et Duchâtelet est établie. Olivier Courcelle expose comment les initiales L. D. peuvent être celles de Lepescheux d'Herbinville et apporte une autre preuve sous la forme d'un manuscrit versé au plus tard en 1970 à la Bibliothèque nationale de France. Gabriel Demante, cousin d'Évariste Galois, parle de deux hommes respectivement fiancé et oncle de la jeune fille. Quant au frère d'Évariste, Alfred, il était convaincu d'un complot politique, avis partagé par Leopold Infeld,.

### Destin posthume

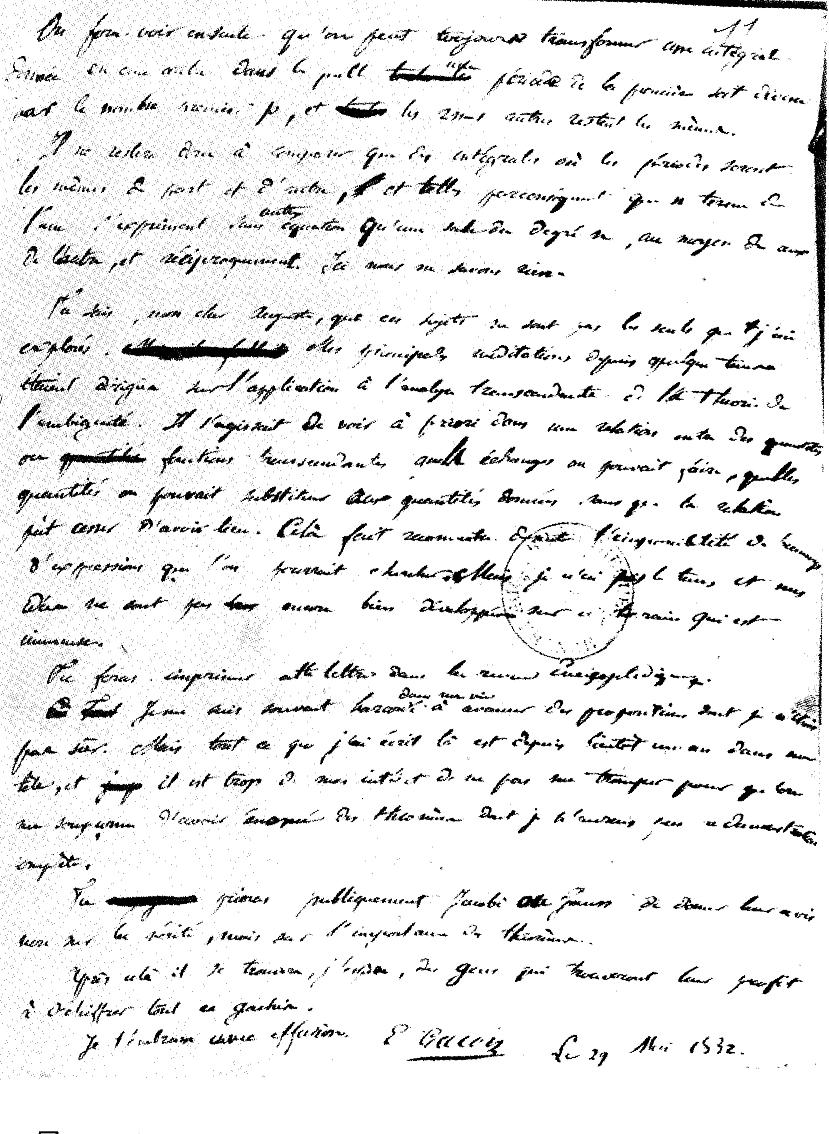
Dernier feuillet de la lettre-testament d'Évariste Galois à Auguste Chevalier (1832).

#### Derniers écrits
Le 29 mai, veille du duel, Évariste Galois écrit une « lettre à tous les républicains », une « lettre à Napoléon Lebon et à Vincent Delaunay », et résume l'état de ses recherches à Auguste Chevalier.
La lettre à Auguste Chevalier, considérée comme son testament de mathématicien, est restée célèbre : Galois lui demande instamment de « prier publiquement Jacobi ou Gauss de donner leur avis, non sur la vérité, mais sur l'importance des théorèmes » qu'il a trouvés et dont il dresse le bilan, et de faire imprimer la lettre dans la Revue encyclopédique. La lettre a effectivement été publiée en septembre 1832.
Selon la biographie anonyme du Magasin pittoresque, en bas de la lettre à ses deux amis républicains, auraient été portés ces mots « résumant sa propre destinée » : « Nitens lux, horrenda procella, tenebris aeternis involuta » (« Brillante lumière engloutie par une horrible tempête, enveloppée de ténèbres éternelles »).

#### Funérailles (2 juin 1832)
Les funérailles d'Évariste Galois sont célébrées le 2 juin 1832 à Paris au cimetière du Montparnasse. Son cercueil, porté à bras d’homme par ses amis, est déposé dans la fosse commune du cimetière.
Si aucun membre de sa famille n'est présent, et bien qu'éclipsées par la mort du général Lamarque survenu la veille, ces funérailles donnent lieu à un cortège de deux à trois mille personnes, sympathisants de la Société des amis du peuple et délégués des étudiants. Elles se déroulent sous la haute surveillance de la police, car le préfet de police redoute une émeute, qui n'éclate que trois jours plus tard, à la suite des funérailles du général Lamarque.

#### Reconnaissance de l’œuvre

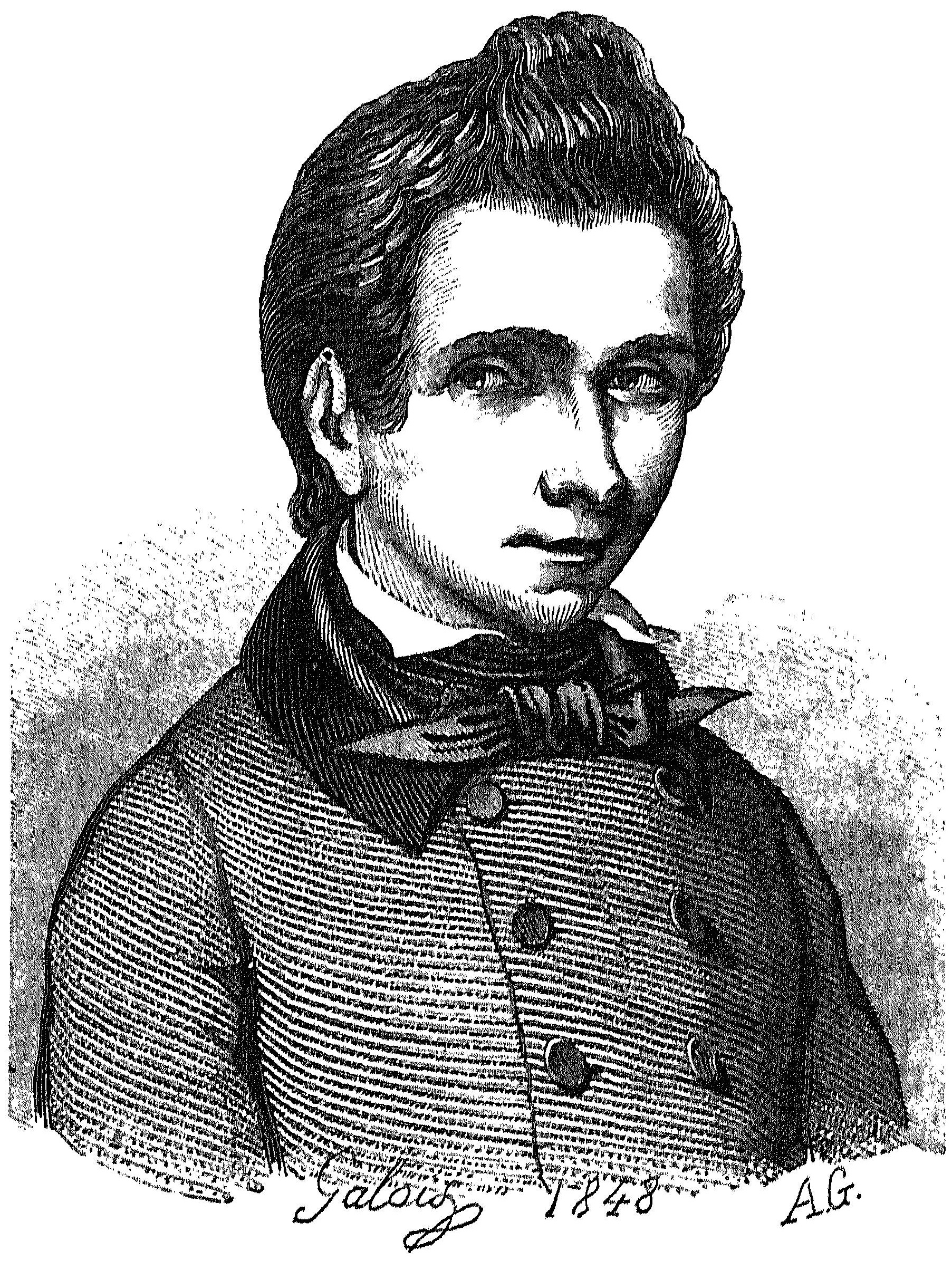
Portrait d'Évariste Galois effectué de mémoire seize ans après sa mort par son frère Alfred pour le Magasin pittoresque,.

Les papiers d'Évariste Galois, rassemblés par Chevalier, aidé d'Alfred Galois, sont transmis à Joseph Liouville, professeur à Polytechnique.
Le 4 septembre 1843, Liouville annonce à l'Académie des sciences qu'il a trouvé dans le mémoire de Galois des résultats très intéressants concernant la théorie des équations algébriques. En 1846 il publie les manuscrits de Galois dans son journal, le Journal de mathématiques pures et appliquées, ce qui leur confère immédiatement un rayonnement international.
Ainsi dans la seconde moitié du XIXe siècle, les travaux de Galois sont repris et prolongés par Enrico Betti, Arthur Cayley, Camille Jordan, Joseph-Alfred Serret, Richard Dedekind, Leopold Kronecker, James Cockle, Paul Bachmann et Heinrich Weber. Selon Caroline Ehrhardt, la réhabilitation de Galois dans la seconde moitié du siècle provient du fait que les mathématiciens ont les outils pour le comprendre et que l'objet de ses recherches est alors à l'ordre du jour.
La réputation de Galois est déjà bien établie lorsque les célébrations du centenaire de l'École normale en 1895 donnent l'occasion à Sophus Lie, admis à la suite de Cauchy à l'Académie des sciences, de publier Influence de Galois sur le développement des mathématiques.

## Les mathématiques de Galois

### Conditions de résolubilité des équations algébriques

Nicolas-Eustache Maurin, Poisson (vers 1822).

Un premier mémoire portant sur la théorie des équations fut soumis en juin 1829 à Cauchy, avant l'admission d'Évariste Galois à l'École préparatoire. Après révision, il fut soumis en février 1830 à Fourier pour le grand prix de mathématique de l'Académie des sciences puis, d'après Auguste Chevalier, réécrit à la demande de Siméon Denis Poisson qui le refusa le 4 juillet. Le mémoire « Mémoire sur les conditions de résolubilité des équations par radicaux »,
daté du 16 janvier 1831, est une troisième version, comme la préface évoquant cette incompréhension de Poisson l'explique, qui fut retrouvée dans les archives de Galois après sa mort. Présenté à l'Académie en 1843 par Liouville, le mémoire fut enfin publié en 1846 par ses soins. Ce texte est celui où Galois jette les bases de la théorie des groupes sur lesquelles Felix Klein, Émile Picard et Sophus Lie étayeront leurs propres découvertes, et où ce dernier trouvera, comme il le déclarera en 1895, la démarche généralisante fondatrice des mathématiques modernes.
Dans ce mémoire, Évariste Galois chercha à étudier la résolubilité des équations polynomiales. Il démontra que les racines d'un polynôme scindé P s'expriment rationnellement en fonction des coefficients et d'un nombre algébrique V obtenu en sommant convenablement les racines. Le polynôme minimal de V est par définition le polynôme unitaire de plus petit degré annulant V et dont les coefficients sont des expressions rationnelles en les coefficients de P. Ses racines, nécessairement distinctes, permettent de déterminer un groupe de permutations, soit G, des racines de P. La valeur d'une fonction polynomiale évaluée en les racines de P s'exprime rationnellement en fonction des coefficients de P si et seulement si cette valeur reste inchangée en faisant agir une permutation de G. En particulier, si le groupe est trivial, les racines s'expriment rationnellement en fonction des coefficients de P.
Évariste Galois en déduit que la recherche d'une résolution par radicaux passe par la réduction du groupe associé par adjonctions successives de racines. Cette idée directrice est appliquée dans ce premier mémoire aux polynômes irréductibles de degré premier.
Il décrit ainsi une méthode générale et quasi complète par factorisation des séries de composition ou « emboîtements » de sous-groupes normaux maximaux. La complexité du calcul de série de résolvantes partielles met en évidence que la résolution des équations par fractions et opérations simples conduit en général, à la différence des méthodes d'approximation, à des calculs astronomiques hors de portée humaine.

### De l'algèbre aux mathématiques modernes
Évariste Galois a travaillé classiquement, à la fois dans la continuation et en opposition à ses maîtres, sur le domaine qui à son époque représentait l'intérêt principal des mathématiciens : la construction de solutions aux équations. Il avait bien conscience de la nécessité de libérer l'enseignement et la recherche de méthodes empiriques. La portée de ses travaux devait, pensait-il, être importante mais sa brève vie ne lui a pas permis d'essayer de dépasser ce domaine restreint.
Le problème tel qu’il se posait à son époque est celui des caractéristiques qu'une équation algébrique quelconque doit avoir pour que ses solutions puissent être calculées à partir de ses coefficients, par des opérateurs simples, comme l’addition, la multiplication, l’extraction de racines.
Cependant, il cherche à élaborer une méthode d’analyse des solutions, et de leurs relations, plutôt que de calcul explicite des solutions. Il commence par étudier la possibilité ou non d'une résolution, c’est-à-dire qu'il substitue au calcul la recherche de conditions de résolubilité.

### Changement de paradigme
Parfois présenté comme inventeur du concept de « groupe formel »[réf. souhaitée] (mais Galois ne parle que de groupes de permutations, et n'en explicite même pas la structure), Évariste Galois a permis à ses successeurs de déduire à partir de cette découverte la théorie de Galois.
Au-delà d'un nouveau domaine des mathématiques, en découvrant la structure des équations résolubles par radicaux, Galois, en mettant l'accent sur les notions  de symétries et invariants, et sur leur correspondance, a rendu pleinement opérant ce que par la suite on a désigné comme le concept de structure mathématique et qui était déjà latent dans le mémoire Sur les fonctions symétriques présenté par Augustin-Louis Cauchy à l'Académie des sciences en 1812. Cependant, Galois n'est pas allé plus loin que Cauchy dans l'explicitation du concept de structure, qui ne sera développé dans toute son ampleur qu'au vingtième siècle, par exemple par Van der Waerden dans son Moderne Algebra (de). En revanche, sa « théorie de l'ambiguïté » est toujours féconde au XXIe siècle,. Elle a ainsi permis, par exemple, à Felix Klein d'élaborer en 1877 la théorie des revêtements puis à Alexandre Grothendieck, en 1960, de fusionner théorie de Galois et théorie des revêtements.

### Style moderne
Dans sa préface des Écrits et mémoires mathématiques d'Évariste Galois, Jean Dieudonné est « frappé de l'allure étrangement moderne de [la] pensée » d'Évariste Galois. Selon lui, « il est piquant que ses mémoires si concis soient pour nous bien plus clairs que les filandreux exposés que croyaient devoir en donner ses successeurs immédiats ».
En effet, de son vivant, Galois reçut des critiques sur le manque de clarté de ses mémoires. Dans son court rapport, Poisson, après avoir rapproché les résultats de Galois de ceux d'Abel et interrogé la possibilité de déterminer des conditions de résolubilité des équations proposées, critiqua, plus que la rédaction du texte elle-même, la forme de raisonnement : « ses raisonnements ne sont ni assez clairs, ni assez développés pour que nous ayons pu juger de leur exactitude ». Or, le sujet même développé par Galois était de démontrer que ce n'est pas parce que les résultats ne peuvent pas être donnés en extension qu'ils n'existent pas. Il précisera même que s'il fallait donner ces résultats explicitement, il ne pourrait qu'indiquer la marche à suivre, « sans vouloir charger ni moi ni personne de le faire. En un mot les calculs sont impraticables. » (il faut cependant remarquer que les progrès de l’informatique et des mathématiques expérimentales ont rendu ces calculs tout à fait possibles).

### Galois et Abel
Abel et Galois ont pu souvent être comparés « aussi bien dans la brièveté de leur vie que dans le genre de leur talent et l'orientation de leurs recherches ». Cependant les travaux de Galois et d'Abel sont indépendants : Galois « n'avait eu qu'en partie connaissance » des travaux d'Abel sur les sujets qui l'intéressaient. Ce sont à travers des fragments publiés dans le Bulletin que Galois a eu connaissance de ces travaux.
Les travaux d'Abel furent publiés dans le premier numéro du Journal de Crelle. Néanmoins, Galois dit ne pas avoir eu connaissance des travaux d'Abel lorsqu'il soumit ses premiers articles en 1829. Il ne put avoir connaissance de ces travaux qu'en octobre à travers la lecture des fragments publiés dans le Bulletin de Férussac. Des lettres posthumes d'Abel adressées à Legendre furent publiées en 1830.
Si leurs travaux se rejoignent, les deux jeunes hommes, sans doute guidés par la même intuition, partent chacun d'un problème différent. Niels Abel démontre dès 1824 le théorème sur l'irrésolubilité par radicaux des équations polynomiales de degré 5 (ou supérieur), c'est-à-dire qu'il n'y a pas de loi générale pour résoudre par radicaux une équation quintique, alors que de telles lois sont connues pour les équations polynomiales de degré au plus 4 depuis le XVIe siècle. Plus jeune de neuf ans que Niels Abel, tout aussi incompris que lui, Évariste Galois, sans avoir connaissance, sinon par bribes, des travaux de son aîné, définit des conditions pour qu'une équation possède une solution par radicaux, dont il peut déduire le théorème d'Abel, mais ces conditions peuvent aussi être utilisées pour certaines équations quintiques résolubles par radicaux, comme x5 + x + 1 = 0. Le théorème d'Abel est antérieur, mais les résultats de Galois ont une portée plus générale.

### Successeurs de Galois
La nouvelle théorie des équations élaborée par Évariste Galois est en particulier à la base de la théorie des revêtements, qui a permis de définir algébriquement, par exemple, des objets topologiques tels que la bande de Moebius ou la bouteille de Klein. Son mémoire Sur la théorie des nombres a initié l'étude des corps finis, qui jouent un rôle essentiel en cryptographie.
Au-delà des diverses applications des résultats de Galois, sa démarche elle-même a initié un mouvement d'abstraction et de consolidation des mathématiques. Charles Hermite, qui eut tout comme Joseph-Alfred Serret à Polytechnique le même professeur qu'Évariste Galois, Louis-Paul-Émile Richard, et qui disposa grâce à ce dernier des copies de son prédécesseur, fut le premier à exploiter, à partir de 1846, les résultats de celui-ci sur les fonctions elliptiques, mais dans un sens bien à lui, celui de l'unification de l'algèbre et de l'analyse, et non dans celui de la future théorie de Galois. Il appartiendra à Félix Klein, très inspiré par Galois, de poser en 1872 que les géométries sont des groupes, ouvrant ainsi la voie à une grande unification de l'algèbre et de la géométrie puis, dans l'élan d'Henri Poincaré, de l'ensemble des mathématiques autour de la notion de structure. Plus axé sur l'axiomatisation de la seule géométrie, que développeront David Hilbert et Hermann Weyl, Sophus Lie publiera à partir de 1888 le résultat de ses recherches fondées sur le constat que les transformations continues forment des groupes.
Les notions de groupe et de loi interne seront généralisées progressivement au-delà de la seule théorie des équations. En 1854, le théorème d'Arthur Cayley les étend aux bases d'espaces vectoriels. En 1871, Richard Dedekind, à son retour de Paris où il suit avec Sophus Lie les leçons de Gaston Darboux sur la théorie de Galois élaborée par Camille Jordan[Information douteuse], applique à la théorie des nombres le concept de champ de rationalité que Leopold Kronecker avait trouvé en 1870 dans la théorie des équations de Galois, et invente ainsi le concept de corps. Suivront les développements d'Heinrich Weber en 1882, William Burnside en 1897 et James Pierpont en 1900 qui se prolongent actuellement dans de fécondes recherches, menées en particulier par Vladimir Drinfeld et Laurent Lafforgue, autour des conjectures sur la correspondance de Langlands.
Parallèlement, l'algèbre de Galois elle-même sera considérablement approfondie. À partir de son exposé qu'il fit au Collège de France en 1860 des développements qu'Augustin-Louis Cauchy avait donnés aux travaux d'Évariste Galois, Camille Jordan érige en 1870 la théorie de Galois en système autonome qui prendra sa forme actuelle grâce aux résultats de Ludwig Sylow, Ferdinand Frobénius, Émile Picard, Ernest Vessiot et Élie Cartan, puis de Claude Chevalley, André Weil, Emil Artin, Ellis Kolchin, Walter Feit, et qui continue aujourd'hui son développement à travers certains travaux d'Alexandre Grothendieck, et les recherches des équipes de John Griggs Thompson, Pierre Cartier, Jean-Pierre Serre…

## Célébration

### Image légendaire d'Évariste Galois
Dès sa mort dramatique, Évariste Galois a été présenté comme un génie incompris, un valeureux républicain et un mathématicien ignoré de ses contemporains,[réf. incomplète]. Sa vie a été ensuite romancée et déformée dans de nombreuses biographies, qui ont repris ces images et en ont ajouté d'autres, comme celles d'un étudiant frustré ou d'un utopiste : « de nombreux travaux et un film ont été consacrés à l'homme lui-même qui, mélangeant fiction, romance et faits, l'ont présenté comme le prototype du héros incompris et persécuté ».
Les historiens des mathématiques ont tenté ultérieurement de donner un nouvel éclairage à la vie d'Évariste Galois. Ses deux échecs à l'entrée de l'École polytechnique et les difficultés rencontrées à publier certains mémoires ont profondément nourri « ses sentiments de révolte contre tous les symboles du pouvoir politique ». Le refus de son mémoire en juillet par Poisson rendit Galois « profondément dégoûté par ce qu'il considéra comme une nouvelle preuve de l'incompétence des cercles scientifiques et de leur hostilité à son égard ». Le ressentiment de Galois a pu être présenté par certains auteurs comme une réelle opposition des mathématiciens de son époque à ses travaux novateurs[réf. nécessaire].

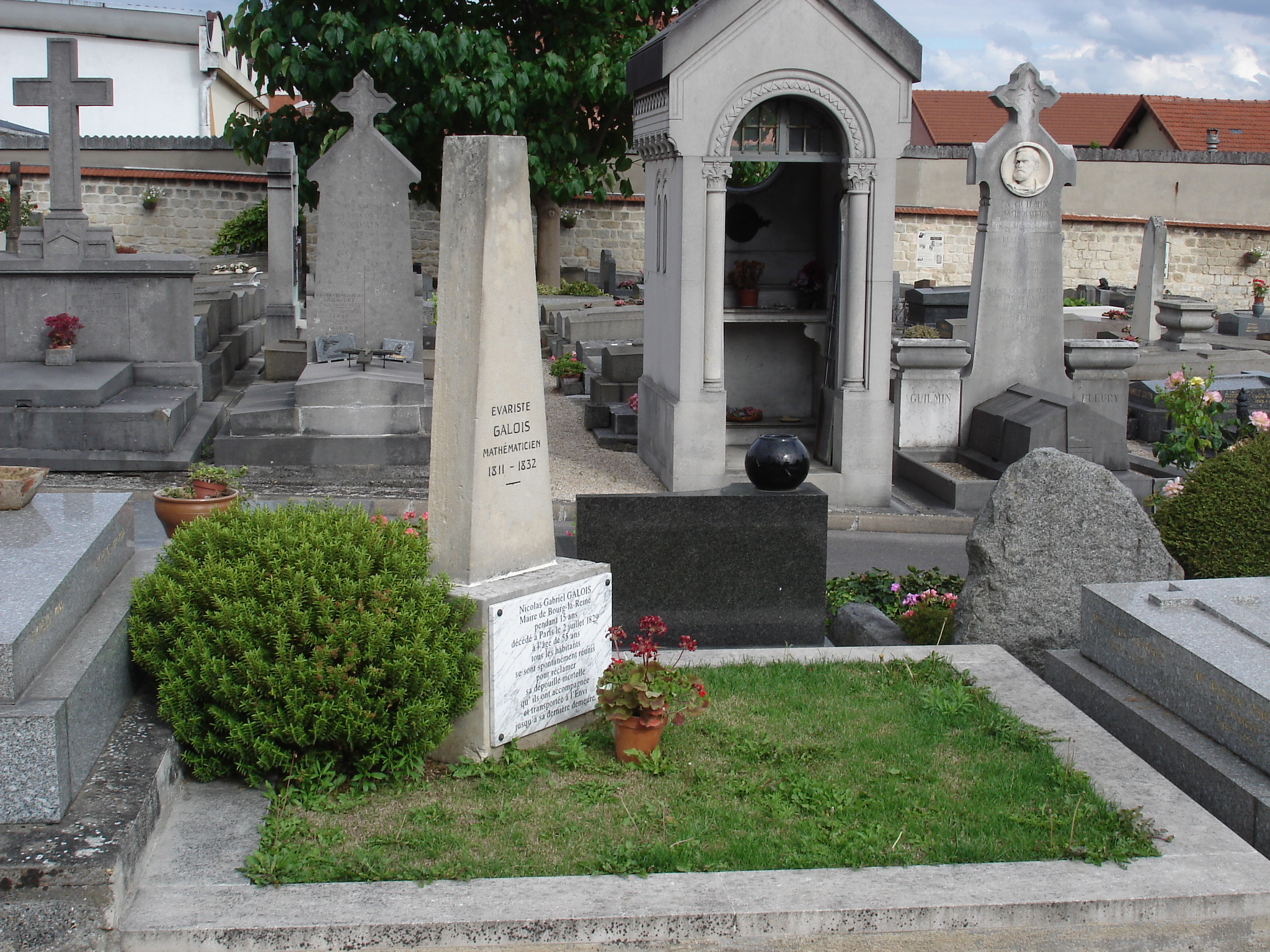
Tombe de Gabriel Galois et cénotaphe d’Évariste à Bourg-la-Reine.

En marge de la proposition II dans le mémoire de 1830 est mentionnée la phrase « Je n'ai pas le tems ». Cette phrase a été interprétée par Auguste Chevalier comme la preuve d'une révision du mémoire effectuée par Galois la veille du duel. Il confirma cette thèse par une correction manuscrite de la proposition III, accompagnée de la date 1832. D'autres ont repris et exagéré cette interprétation. Selon Eric Temple Bell, Évariste Galois aurait rédigé ses travaux sur la résolution d'équations polynomiales par radicaux la veille de sa mort et n'aurait pas eu le temps de donner les détails de la démonstration. Mais « les élucubrations et autres broderies que Bell et al. ont ajoutées sont plus significatives de l'image que se forme le public de Galois, que de Galois lui-même ».
Il est vrai néanmoins que les circonstances exactes du duel restent « fort obscures ». Différentes hypothèses ont été formulées : certains ont pu l'interpréter comme un duel entre rivaux, un suicide romantique, un complot de la police secrète, qui aurait organisé le duel, un règlement de comptes entre révolutionnaires, voire un suicide orchestré à des fins politiques. Mais la thèse la plus probable est celle d'un « duel imbécile entre amis » (les duels étaient usuels à l'époque).
Dans sa dernière lettre, Galois mentionna : « Gardez mon souvenir puisque le sort ne m'a pas donné assez de vie pour que la patrie sache mon nom. »

### Hommages
Parfois simple protagoniste d'œuvre écrite ou filmée, il est aussi le sujet de multiples biographies. Plus d’une quinzaine de voies publiques, des établissements d’enseignement, divers bâtiments, un cratère lunaire, etc. portent son nom.
Les célébrations sont nombreuses, que ce soit en 1895 à l’occasion du centenaire de l’École normale supérieure ou lors du bicentenaire de sa naissance avec de très nombreuses manifestations à travers la France et parfois au-delà. Parmi celles-ci se trouve la conférence d’Alain Connes, titulaire de la médaille Fields, à l’Académie des sciences, institution avec laquelle Galois a connu quelques déboires.
Le mathématicien Joël Sternheimer, sous le nom de scène d'Évariste, lui a dédié la chanson Connais-tu l’animal qui inventa le calcul intégral ?

## Écrits

### Publications de son vivant
On ne dispose d'aucun des manuscrits originaux des publications du vivant de Galois.

#### Articles mathématiques

##### Annales de Gergonne
- Évariste Galois, « Démonstration d’un théorème sur les fractions continues périodiques », Annales de mathématiques pures et appliquées, J. D. Gergonne, vol. XIX, no 10,‎ avril 1829, p. 294-301 (lire en ligne), cette publication est le premier article mathématique publié par Évariste Galois, à l'âge de 17 ans. L'article, assez mineur[140], s'intéresse aux développements en fraction continue périodiques (que Galois appelle immédiatement périodiques). Une fraction continue périodique (y compris à partir d'un certain rang) est racine d'une équation du second degré à coefficients entiers (voir Fraction continue d'un irrationnel quadratique). Galois montre en particulier que quand le développement est immédiatement périodique, le nombre obtenu en divisant -1 par la fraction continue périodique dont la période est prise dans l'ordre inverse  est racine de la même équation[al].
- Évariste Galois, « Analyse transcendante : Note sur quelques points d’analyse », Annales de mathématiques pures et appliquées, Nismes, J. D. Gergonne, vol. XXI, no 6,‎ 1830, p. 182-184 (lire en ligne)[am].

##### Bulletin de Férussac
- Évariste Galois, « Analyse d'un mémoire sur la résolution algébrique des équations », Bulletin des sciences mathématiques, physiques et chimiques, Paris, vol. XIII,‎ 1830a, p. 271-272 (lire en ligne), brève analyse du mémoire déposé en février 1830 pour le grand prix de l'académie[46], mémoire perdu à la mort de Fourier[49]. Des corrections ont été apportées par Galois dans sa lettre-testament à Auguste Chevalier [46],[141]. On y trouve en début d'article une définition  d'« équation primitive » qui est la plus explicite dans les écrits de Galois[142]
- Évariste Galois, « Note sur la résolution des équations numériques », Bulletin des sciences mathématiques, physiques et chimiques, Paris, vol. XIII,‎ 1830b, p. 413-414 (lire en ligne), Cette courte note vise à simplifier un résultat de Legendre sur le calcul approché des racines d'une équation algébrique, problème classique de mathématiques appliquées[143]. Elle montre que Galois ne s'intéresse pas qu'aux mathématiques abstraites[144], contrairement à ce que pourrait laisser croire une lecture trop rapide de certains de ses autres écrits, comme le « Discours préliminaire » [145],[an].
- Évariste Galois, « Sur la théorie des nombres », Bulletin des sciences mathématiques, physiques et chimiques, Paris, vol. XIII,‎ 1830c, p. 428-435 (lire en ligne), cet article, dont Galois annonce qu'il fait partie de ses recherches sur la théorie des permutations et des équations algébriques, est considéré aujourd'hui comme l'article fondateur de la théorie des corps finis, ou corps de Galois[146] (pour des détails voir Corps_fini#Congruences et imaginaires de Galois)[ao]..

#### Gazette des écoles
- Lettre publiée en appui à une « réplique » du rédacteur de la Gazette des écoles au directeur des études à École normale, Joseph Daniel Guigniaut, datée du 3 décembre 1830 et parue dans le numéro du 5 décembre de cette gazette[r].
- Évariste Galois, élève de l'école normale, à ses camarades d'études, lettre au rédacteur de la Gazette des écoles publiée dans le numéro de la Gazette des écoles du 30 décembre 1830, p. 426-427 lire en ligne.
- Évariste Galois, « Sur l'enseignement des sciences : Des professeurs — Des ouvrages — Des examinateurs », Gazette des écoles,‎ 2 janvier 1831 (lire en ligne), reproduite dans Taton 1982, p. 16.

### Manuscrits
L'ensemble des manuscrits de Galois sont reliés en un seul volume conservé à la Bibliothèque_de_l’Institut_de_France. Ceux laissés à sa mort sont recueillis par son ami Auguste Chevalier qui les donne à Joseph Liouville en 1843. Liouville les lègue à sa mort (1882) à son gendre, avec l'ensemble de sa bibliothèque. La veuve de celui-ci (et fille de Liouville), Mme de Blignières, les donne à l'Académie des sciences vers 1905-1906, classés en 25 dossiers auxquels s'ajoutent deux dossiers dont les copies de Galois conservées par Louis Richard (dossier 26).

#### Manuscrits publiés par Liouville
Outre les articles parus du vivant de Galois, Liouville publie en 1846 ces trois manuscrits, dont les deux mémoires alors inédits. Ce sont, avec l'article « Sur la théorie des nombres » paru en 1830 (Galois 1830c), les travaux de Galois qui ont eu le plus d'influence.
- « Lettre à Auguste Chevalier », 29 mai 1832, Il s'agit du testament mathématique rédigé la veille du duel et destiné à la Revue encyclopédique, que Galois termine par « il y aura, j'espère, des gens qui trouveront leur profit à déchiffrer tout ce gâchis »[151].
- « Mémoire sur les conditions de résolubilité des équations par radicaux », 1831[152],[aq], ce mémoire constitue le plus important des travaux de son auteur, celui qui est à l'origine de la théorie de Galois[153]. Il est aussi connu comme le premier mémoire ainsi que Galois le désigne dans la lettre-testament à Auguste Chevalier[153]. Il s'agit du manuscrit soumis à l'Académie des sciences en janvier 1831, renvoyé à Galois après que celle-ci en a refusé la publication, et relu et corrigé par Galois jusqu'à la veille de son  duel fatal[153].
- « Des équations primitives qui sont solubles par radicaux, second mémoire », 1830[154], Ce second mémoire, sous-titre ajouté par l'auteur, est ainsi référencé dans la lettre-testament[155]. Il semble inachevé, et  extrait d'un manuscrit antérieur au premier, qui pourrait dater de juin 1830[156]. Galois avait manifestement l'intention de le retravailler et de le compléter pour le publier[155]. Galois appelle équations non primitives « les équations qui étant, par exemple de degré m n, se décomposent en m facteurs de degré n au moyen d'une seule équation de degré m »[157], ce qu'il faut probablement comprendre : par adjonction de toutes les racines de cette équation de degré m[158],[ar].

#### Autres
- « Préface pour deux mémoires d'analyse pure », décembre 1831[as].Écrit à la prison Sainte-Pélagie pour un projet de publication[159] conjointe du premier mémoire publié plus tard par Liouville, et soit du second mémoire, dont Liouville publiera un état inachevé, soit peut-être du troisième mémoire sur les intégrales des fonctions algébriques, décrit dans la Lettre-testament, et qui n'a probablement jamais été écrit[160].
- « Discours préliminaire », septembre 1830[at] ; Préface à la publication, finalement abandonnée, du « Mémoire sur les conditions de résolubilité des équations par radicaux »[161].

- « Recherche sur les surfaces de 2e degré », [s.d.], 4 p.
- « Comment la théorie des équations dépend de celle des permutations », février 1830.Fragment du « Mémoire sur les conditions de résolubilité des équations par radicaux », finalement écarté avec deux autres paragraphes. Il y a en outre une note à part sur le cas des équations primitives.
- « Note I sur l'intégration des équations linéaires », [s.d.], 3 p.
- « Addition au mémoire sur la résolution des équations », [s.d.], 3 p.
- « Mémoire sur la division d'une fonction elliptique de première classe », [s.d.]
- « Discussions sur les progrès de l'analyse pure », [s.d.], 3 p. Plaidoyer d'épistémologue pour l'abstraction, l'erreur et le hasard profitables, la collégialité.
- « Notes », 29 décembre 1831.Neuf phrases de réflexion sur l'homme de sciences.
- Deux notes sur Niels Abel.
- Note sur les équations aux dérivées partielles, [s.d.], 4 p.
- Cahier inédit
  - « A - Asymptotes d'une courbe ».
  - « B - Principes du calcul différentiel ».
  - « C - Observation ».

### Correspondance
Hors la lettre-testament à Auguste Chevalier, aucun manuscrit autographe de la correspondance de Galois ne nous est parvenu. Ces lettres sont connues pour la plupart grâce à leur publication, certaines par des copies. Deux lettres publiées en 1830 dans la Gazette des écoles ont déjà été citées (voir #Gazette des écoles).
- À son oncle Antoine Demante, 31 août 1829, connue grâce à une copie faite par Gabriel Demante, fils d'Antoine, et transmise par la famille[162], publiée en 1962 (Bourgne et Azra 1997, p. 461), « … Me voilà encore une fois indécis par rapport au choix de ma carrière… ».
- Au président de l'Académie des sciences de Paris, 31 mars 1831. Lettre retrouvée par Joseph Bertrand dans les archives de l'Académie des sciences et publiée dans Bertrand 1899, p. 396-397[164]. Dans cette lettre provocatrice, transmise à Lacroix et Poisson le 4 avril, Galois manifeste son impatience de ne pas avoir reçu de réponse à son mémoire déposé le 17 janvier[165].
- À Auguste Chevalier, de la prison Sainte-Pélagie mai 1831, de cette lettre envoyée par Galois après son arrestation le 10 mai 1831, à la suite du banquet des Vendanges de Bourgogne, n'est parvenu qu'un extrait cité par Auguste Chevalier dans sa nécrologie (Chevalier 1832, p. 749-750)[164].
- À sa tante Céleste Marie Guinard, de la prison Sainte-Pélagie janvier 1832, lettre perdue mais connue par une reproduction photographique publiée par Dupuy (Dupuy, p. 244),[164].
- À Auguste Chevalier, 25 mai 1832, connue par la nécrologie d'Auguste Chevalier (Chevalier 1832, p. 751-752) et reproduite par Dupuy, p. 245-246[164].
- deux lettres du 29 mai 1832 (veille du duel), connues par la nécrologie d'Auguste Chevalier (Chevalier 1832, p. 753-754) et reproduites par Dupuy, p. 249-250[164] :
  - « à tous les républicains », « …Je meurs victime d'une infâme coquette, […] C'est dans un misérable cancan que s'éteint ma vie… »[D 31].
  - « À deux républicains qu'ils affectionnait particulièrement », il s'agit de Napoléon Lebon et Vincent Delaunay[ad].

### Travaux scolaires
- Douze copies de l'élève Galois en mathématiques spéciales ont été conservées par son professeur d'alors, Louis Richard. Celui-ci les a remises plus tard à Charles Hermite, qui fut aussi son élève. Émile Picard, à qui elles avaient été transmises, les a déposées à la bibliothèque de l'Institut, où elles sont conservées avec les autres papiers de Galois[166].
- Il reste une photographie de la première page de la copie d'Évariste pour le concours général de 1829[167], reproduite par Dupuy, p. 210[au].
- L'ensemble des copies du concours d'admission à l'École préparatoire, dont celles de Galois, sont conservées aux archives nationales[168].

#### Publications posthumes des écrits d'Évariste Galois
Par ordre chronologique :
- Évariste Galois (préf. anonyme), « Travaux mathématiques de Galois. Lettre de Galois », Revue encyclopédique, t. LV,‎ septembre 1832, p. 566-576 (lire en ligne), lettre du 29 mai 1832 à Auguste Chevalier résumant les recherches mathématiques de son auteur,  connue comme la lettre-testament (p. 568-576), accompagnée d'une préface anonyme (p. 566-568).
- Évariste Galois et Joseph Liouville (édition, avertissement et notes), « Œuvres mathématiques d'Évariste Galois », Journal de mathématiques pures et appliquées, t. 11,‎ 1846, p. 381-444 (lire en ligne),  accessible également ici.
- Évariste Galois (préf. Émile Picard), Œuvres mathématiques d'Évariste Galois : publiées sous les auspices de la Société mathématique de France, Gauthier-Villars, 1897, VI-61 p. (lire sur Wikisource, lire en ligne), (réédition par le projet Gutenberg),reprise de l'édition de Liouville, l'avertissement de ce dernier étant remplacé par une préface de Picard. L'édition est reprise ensuite plusieurs fois, par exemple Galois et Verriest 1934, rééditée en 1951.
- Jules Tannery et Évariste Galois, « Manuscrits et écrits inédits de Galois », Bulletin des sciences mathématiques, Paris, Gauthier-Villars, 2e série, vol. XXX,‎ 1906, p. 226-248, 255-263 (lire en ligne), et Jules Tannery et Évariste Galois, « Manuscrits et écrits inédits de Galois : (Suite.) », Bulletin des sciences mathématiques, 2e série, vol. XXXI,‎ 1907, p. 275-308 (lire en ligne), l'article en trois parties compare l'édition de Liouville Galois et Liouville 1846 avec les manuscrits correspondant, puis décrit et publie une bonne partie des manuscrits non encore publiés[169].
- Jules Tannery et Évariste Galois, Manuscrits de Évariste Galois, Paris, Gauthier-Villars, 1908, 70 p., In-8° (lire en ligne),reprise en un seul volume des articles  Tannery et Galois 1906 et Tannery et Galois 1907.
- Robert Bourgne et Jean-Pierre Azra (préf. Jean Dieudonné), Écrits et mémoires mathématiques d'Évariste Galois : Édition critique intégrale de ses manuscrits et publications (Réimpr. de 2e éd., Gauthier-Villars, 1976), Paris, Jacques Gabay, coll. « Grands Classiques Gauthier-Villars », 1997 (1re éd. 1962), XXXI-541 p., 28 cm (ISBN 978-2-87647-020-0),La seconde édition de 1976 (reproduite en 1997) ne diffère de la première que par l'insertion, non paginée, d'une liste d'errata et de tables de concordances (Neumann 2011, p. 9).
- (en + fr) Peter M. Neumann, The mathematical writings of Évariste Galois [« Écrits mathématiques d’Évariste Galois »], Zurich, Société mathématique européenne, coll. « Heritage of european mathematics », octobre 2011, 1re éd., X-410 p. (ISBN 978-3-03719-104-0, lire en ligne),Nouvelle édition critique des principaux travaux mathématiques de Galois (accompagnés d'une traduction en anglais) ; ni les brouillons, ni les copies scolaires ne sont repris (description du contenu p. 11-12).
- « Manuscrits d'Évariste Galois », sur Bibliothèque de l'Institut de France, avril 2023 (consulté en avril 2024), première mise en ligne le 15 juin 2011[170], notice descriptive. L'intégralité des manuscrits laissés par Galois et recueillis par Auguste Chevalier, accompagné de copies manuscrites de ce dernier,  des épreuves de la publication de Liouville, de notes et manuscrits de ce dernier,…

#### Articles et témoignages de contemporains
- Anonyme, « Évariste Galois », Magasin pittoresque, Paris, vol. XVI n,‎ juillet 1848, p. 227-228 (lire en ligne)[av].
- Auguste Chevalier, « Nécrologie : Évariste Galois », Revue encyclopédique, Paris, Baudouin frères, vol. LV,‎ juillet-septembre 1832, p. 744-754 (lire en ligne, consulté le 17 août 2016), accessible aussi sur gallica.
- Alexandre Dumas, Mes mémoires, vol. 8, Paris, Calmann-Lévy, coll. « Collection Michel Lévy », 1884, 316 p., 10 vol. ; 19 cm (lire en ligne), « CCIV », p. 159-169.
- Gérard de Nerval, « Mémoires d'un parisien : Sainte-Pélagie en 1832 », L'Artiste, 2e série, t. 7,‎ 1841, p. 252-255 (lire en ligne), repris en volume sous le titre Mes prisons dans La bohême galante en 1855.
- François-Vincent Raspail, Réforme pénitentiaire : Lettres sur les prisons de Paris, vol. 2, Paris, Tamisey et Champion, 1839, XIV-448 p., 2 vol. (lire en ligne), « XXXVI, XXXVIIe lettres », p. 73-109, 109-127.

#### Biographies
- Alexandre Astruc, Évariste Galois, Paris, Flammarion, coll. « Grandes biographies Flammarion », 1994, 223 p., 23 cm (ISBN 978-2-08-066675-8).
- Paul Dupuy, « La vie d’Évariste Galois », Annales scientifiques de l'École normale supérieure, Paris, 3e série, vol. 13,‎ 1896, p. 197-266 (DOI 10.24033/asens.427, lire sur Wikisource, lire en ligne). Ce travail qui inclut des reproductions de pièces justificatives (acte de naissance, notes, lettres) reste la principale source sur la vie d’Évariste Galois[8], malgré quelques imprécisions[8], des erreurs chronologiques mineures[171], un crédit trop important accordé à une tradition familiale soucieuse de sa réputation[172] et le contexte de sa publication, qui suit le centenaire de l'École normale supérieure[173].
- Caroline Ehrhardt (préf. Éric Brian), Évariste Galois : La fabrication d’une icône mathématique, Paris, Éditions de l'École des hautes études en sciences sociales, coll. « En temps et lieux » (no 29), 20 octobre 2011, 304 p. (ISBN 978-2-7132-2317-4).Cet ouvrage est l’occasion d’une conférence enregistrée à l'Enssib dans le cadre du cycle « Lire la science » : [vidéo]  [vidéo] « Évariste Galois, la fabrication d’une icône mathématique » : « 59 min 22 s », Caroline Ehrhardt (conférencier), 9 avril 2013, Villeurbanne, Enssib (consulté le 22 juillet 2016).
- (en) Laura Toti Rigatelli (trad. de l'italien par John Denton), Evariste Galois 1811-1832, Boston ; Basel, Birkhäuser, coll. « Vita mathematica » (no 11), 1996, 162 p., 23 cm (ISBN 3-7643-5410-0, 0-8176-5410-0 et 978-3-7643-5410-7), la partie biographique est largement fondée sur (it) Laura Toti Rigatelli, Evariste Galois, Matematica sulle barricate [« Mathématiques sur les barricades »], 1993.
- (en) Mario Livio, The equation that couldn't be solved : How mathematical genius discovered the language of symmetry [« L’équation qui ne pouvait être résolue : comment un mathématicien de génie a découvert le langage de la symétrie »], New York, Simon & Schuster, septembre 2005, 368 p. (ISBN 9780743274623, lire en ligne).
- Norbert Verdier, Évariste Galois : le mathématicien maudit, Paris, Pour la science, coll. « Les Génies de la Science » (no 14), février-mai 2003, 96 p. (ISSN 1298-6879).
- Norbert Verdier, Évariste Galois : Le mathématicien maudit, Paris, Belin : Pour la science, coll. « Les Génies de la science », 2011, 144 p., 25 cm (ISBN 978-2-84245-112-7).

#### Biographies romancées
- Bruno Alberro, Évariste Galois : roman : mathématicien, humaniste et révolutionnaire, Orange, Élan Sud, coll. « Mémoires », 2007, 64 p., 21 cm (ISBN 978-2-911137-07-5).
- Jean-Paul Auffray, Évariste (1811-1832) : le roman d'une vie, Lyon, Aléas, 2003, 417 p., 21 cm (ISBN 978-2-84301-082-8).
- Jean-Paul Auffray, Icare trahi, Paris, Viviane Hamy, 6 octobre 2011, 280 p. (ISBN 978-2-87858-392-2)
- Julien Dupoux, Evariste Galois, mathématiques et révolution, Editions théâtrales, 2013.
- François-Henri Désérable, Évariste, Paris, Gallimard, coll. « Blanche », 2 janvier 2015, 176 p. (ISBN 978-2-07-014704-5, présentation en ligne).
- Léopold Infeld (trad. de l'anglais par Joseph Sully), Le Roman d'Évariste Galois [« Whom the gods love »] [« Celui que les dieux aiment »] (édition anglaise 1957), Paris, Éditions La Farandole, coll. « Prélude », 1978, 361 p., 20 cm (ISBN 2-7047-0055-9).

#### Articles
- Joseph Bertrand, « Vie d’Évariste Gallois, par P. Dupuy », Le Journal des savants, Paris, Hachette,‎ juillet 1899, p. 389-400 (lire en ligne).
- Roland Brasseur, « Paul Flaugergues », Gazette des mathématiciens, no 137,‎ juillet 2013, p. 43-58 (lire en ligne).
- Jean-Claude Caron, « La Société des Amis du Peuple », Romantisme, Paris, Flammarion, vol. 10, nos 28-29 « Mille huit cent trente »,‎ 1980, p. 169-179 (ISSN 0048-8593, lire en ligne, consulté le 22 juillet 2016).
- Caroline Ehrhardt, « Évariste Galois, un candidat à l'École préparatoire en 1829 », Revue d'histoire des mathématiques, Paris, Société mathématique de France, vol. 14, no 2,‎ 2008, p. 289-328 (ISSN 1262-022X, lire en ligne [PDF]).
- Caroline Ehrhardt, « Le mémoire d’Évariste Galois sur les conditions de résolubilité des équations par radicaux (1831) », Bibnum [En ligne],‎ 2008a, p. 1-15 (DOI 10.4000/bibnum.616, lire en ligne).
- (en) Caroline Ehrhardt, « Évariste Galois and the Social Time of Mathematics » [« Évariste Galois et le temps social des mathématiques »], Revue d'histoire des mathématiques, Paris, Société mathématique de France, vol. 17, no 2,‎ 2011a, p. 175-210 (ISSN 1262-022X, lire en ligne [PDF]).
- (en) Massimo Galuzzi, « Galois' Note on the Approximative Solution of Numerical Equations (1830) », Archive for History of Exact Sciences, t. 56, no 1,‎ 2001, p. 29–37 (DOI 10.1007/s004070100043).

- Carlos Alberto Infantozzi, « Sur la mort d'Évariste Galois », Revue d'histoire des sciences et de leurs applications, Paris, Armand Colin, vol. 21, no 2,‎ 1968, p. 157-160 (ISSN 1969-6582, lire en ligne, consulté le 22 juillet 2016).
- Sophus Lie, « Influence de Galois sur le développement des mathématiques », dans Paul Dupuy (ed.), Le centenaire de l'École normale supérieure, 1795-1895, Paris, Hachette, 1895 (lire en ligne), p. 481-489, l'ouvrage complet est accessible ici.
- (en) Peter Neumann, « The Concept of Primitivity in Group Theory and the Second Memoir of Galois », Archive for History of Exact Sciences, Springer, vol. 60,‎ 2006, p. 379–429 (DOI 10.1007/s00407-006-0111-y)
- (en) Tony Rothman, « Genius and Biographers : The Fictionalization of Evariste Galois » [« Génie et biographes : la légende d'Évariste Galois »], The American Mathematical Monthly, Menasha, Mathematical Association of America, vol. 89, no 2,‎ février 1982, p. 84-106 (ISSN 0002-9890, lire en ligne [PDF]).
- René Taton, « Les relations d'Évariste Galois avec les mathématiciens de son temps », Revue d'histoire des sciences et de leurs applications, Paris, Armand Colin, vol. 1, no 2,‎ 1947, p. 114-130 (ISSN 1969-6582, lire en ligne, consulté le 22 juillet 2016).
- René Taton, « Sur les relations scientifiques d'Augustin Cauchy et d'Évariste Galois », Revue d'histoire des sciences, Paris, Armand Colin, vol. 24, no 2,‎ 1971, p. 123-148 (ISSN 1969-6582, lire en ligne, consulté le 22 juillet 2016).
- René Taton, « Évariste Galois et ses contemporains », dans Gilbert Walusinski, René Taton Amy Dahan-Dalmedico, Jean Dieudonné et Dominique Guy, Présence d'Évariste Galois 1811-1832, Paris, Association des professeurs de mathématiques de l'enseignement public, coll. « Publication de l'APMEP » (no 48), 1982, 56 p., A4 (ISBN 2-9026-8025-2, ISSN 0291-0578, lire en ligne), p. 5-39.
- (en) René Taton (trad. Paul M. Neumann), « Évariste Galois and his Contemporaries » [« Évariste Galois et ses contemporains »], Bulletin of the London Mathematical Society, Cambridge, Cambridge University Press for the London Mathematical Society, vol. 15, no 2,‎ mars 1983, p. 107-118 (ISSN 1469-2120).
- René Taton, « Évariste Galois et ses biographes : De l'histoire aux légendes », Sciences et techniques en perspective, Nantes, Université de Nantes, Institut de mathématiques, vol. 26,‎ 1993, p. 155-172 (ISSN 0294-0264), repris dans René Taton, « Évariste Galois et ses biographes : De l'histoire aux légendes », dans Études d'histoire des sciences, Brepols, coll. « De diversis artibus » (no 47), 2000 (DOI 10.1484/M.DDA-EB.4.00472), p. 425-444, texte d'une conférence donnée en 1983 à Lille.
- Jacques Tits, « Evariste Galois, sa vie, son œuvre et ses rapports avec l'Académie », Comptes rendus des séances de l'Académie des sciences. Vie académique, no 295,‎ 15 novembre 1982, p. 171-180 (ISSN 0249-6321, lire en ligne).
- Norbert Verdier, Christian Gérini et Alexandre Moatti, « Le premier article de Galois, élève au collège Louis-le-Grand », Bibnum [En ligne],‎ décembre 2011, p. 1-22 (DOI 10.4000/bibnum.586, lire en ligne).
- Gustave Verriest, « Évariste Galois et la théorie des équations algébriques », Revue des questions scientifiques, 4e série, t. XXV,‎ mai 1934, repris la même année en seconde partie d'une réimpression de Galois 1897 :
 Galois et Gustave Verriest (préf. Émile Picard), Œuvres mathématiques d'Évariste Galois : publiées en 1897, suivies d'une notice sur Évariste Galois et la théorie des équations algébriques, Paris, Gauthier-Villars, 1934, 1re éd., X-64-57, 25 cm (lire en ligne), seconde édition 1951.

- Anne-Gaëlle Weber et Andrea Albrecht, « Évariste Galois ou le roman du mathématicien », Revue d'histoire des mathématiques, Paris, Société mathématique de France, vol. 17, no 2,‎ 2011, p. 401-433 (ISSN 1262-022X, lire en ligne).

#### Thèse
- Caroline Ehrhardt (Éric Brian dir. de thèse), Évariste Galois et la théorie des groupes : fortune et réélaborations (1811-1910) (Thèse - Histoire, option Histoire des sciences), Paris, École des hautes études en sciences sociales, 1er décembre 2007, 750 p.

#### Filmographie
- Évariste Galois court métrage de 1967.

#### Documents biographiques
- Aurélien Alvarez et Michèle Audin, « Il y a cent quarante ans : la mort de Galois », sur images.math.cnrs.fr, CNRS, 1er avril 2011 (ISSN 2105-1003, consulté le 25 juillet 2016) (canular : si Galois avait survécu à son duel…).
- Aurélien Alvarez, « Évariste Galois : enfance d'un génie malheureux », sur images.math.cnrs.fr, CNRS, 25 octobre 2010 (ISSN 2105-1003, consulté le 25 juillet 2016).
- Aurélien Alvarez, « Vers une légende d'Évariste Galois », sur images.math.cnrs.fr, CNRS (ISSN 2105-1003, consulté le 25 juillet 2016).
- Antoine Chambert-Loir (conférencier), Évariste Galois, révolutionnaire et géomètre (conférence de la Fête de la Science — enregistrement, texte et transparents), Rennes, 11 octobre 2011 (présentation en ligne, écouter en ligne, lire en ligne [PDF]).
- « Bicentenaire de la naissance d'Évariste Galois », (manifestations célébrant en France le bicentenaire et leurs liens internes), Institut Henri-Poincaré, 2011 (consulté le 25 juillet 2016).
- [vidéo]  [vidéo][DV Cam ; DVD] « Évariste Galois : Je n'ai pas le temps » : « 14 min », Véronique Kleiner (auteur), Didier Deleskiewicz et Véronique Kleiner (réalisateurs), 2011, CNRS Images (consulté le 25 juillet 2016).
- [audio] Caroline Ehrhardt (invitée) et Stéphane Deligeorges (producteur), Retour sur un génie mathématicien (émission Continent des sciences), Paris, France Culture, 21 novembre 2011, 58 min 45 s (présentation en ligne, écouter en ligne).

#### Autres
- (en) Y. André, « Ambiguity theory, old and new. », sur arXiv, 16 mai 2008
- Y. André, « Idées galoisiennes », sur arXiv, 13 juillet 2012
- (en) Fiona Brunk, « The Development of Galois Theory : Galois' commentators » [« Exposé de la théorie de Galois : analystes de Galois »], travail extrait d’un projet pour l’obtention d’un honours degree, sur MacTutor History of Mathematics archive, s.l., s.n. (hébergé par l’université de St Andrews), janvier 2005.
- Alain Connes, « Évariste Galois et la théorie de l'ambiguïté », sur Images des mathématiques, mars 2012
- Caroline Ehrhardt, « Un concept mathématique, trois notions : les groupes au XIXe siècle chez Galois, Cayley, Dedekind », sur Images des mathématiques, 12 février 2010.
- Serge Mehl, « Galois Évariste, français, 1811-1832 », sur ChronoMath (site personnel).

#### Bases de données et dictionnaires
- Ressource relative à la recherche :   - Mathematics Genealogy Project
- Ressource relative aux beaux-arts :   - Bridgeman Art Library
- Ressource relative à la vie publique :   - Maitron
- Notices dans des dictionnaires ou encyclopédies généralistes :   - Britannica
  - Brockhaus
  - Den Store Danske Encyklopædi
  - Deutsche Biographie
  - Gran Enciclopèdia Catalana
  - Hrvatska Enciklopedija
  - Internetowa encyklopedia PWN
  - Proleksis enciklopedija
  - Store norske leksikon
  - Treccani
  - Universalis
  - Visuotinė lietuvių enciklopedija
- Notices d'autorité :   - VIAF
  - ISNI
  - BnF (données)
  - IdRef
  - LCCN
  - GND
  - Italie
  - Japon
  - CiNii
  - Espagne
  - Pays-Bas
  - Pologne
  - Israël
  - NUKAT
  - Catalogne
  - Suède
  - Vatican
  - Australie